# Gueorgui Iakoulov
Gueorgui Iakoulov, ou Georges Yakoulov (en russe : Георгий Богданович Якулов ; en arménien : Յակուլյան Գևորգ Բոգդանի), né le 2 janvier 1884 (14 janvier dans le calendrier grégorien) à Tbilissi et mort le 28 décembre 1928 à Erevan, est un artiste russe et soviétique, d'origine arménienne, peintre, graphiste, décorateur, scénographe, historien d'art. Proche du courant des novateurs de l'avant-garde russe, il collabore activement avec différents courants (cubisme, futurisme, imaginisme, constructivisme), mais n'entre pas vraiment dans l'un de ceux-ci. La devise de Iakoulov était Être soi-même et être à part et il cherche sa propre méthode d'approche visuelle, alliant la culture de l'Orient et de l'Occident. Il est porté par les idées de « la théorie de la lumière et de l'origine des styles dans l'art », qui ont reçu le nom de « théorie des soleils multicolores », qui coïncidaient en partie avec l'idéologie de l'orphisme, développée par le peintre français Robert Delaunay.

## Biographie

### Jeunes années

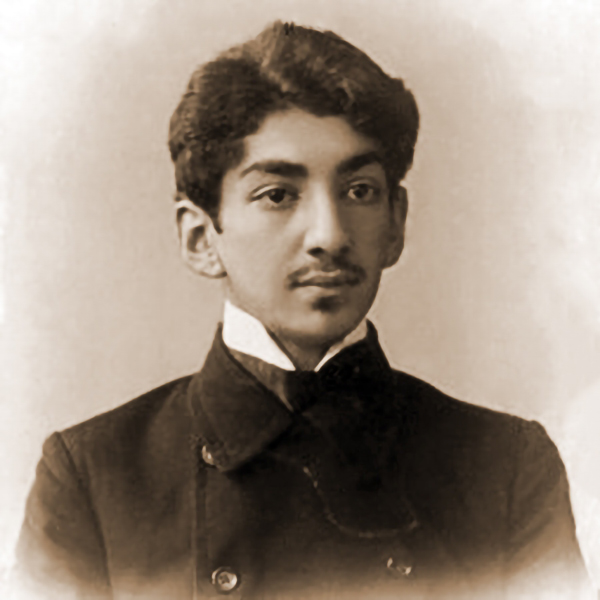
Gueorgui Iakoulov. 1901. Photo du dossier d'étudiant de Iakoulov aux Archives d'État de la littérature et de l'art (RGALI)

Ce futur peintre naît à Tiflis, dans la famille de l'avocat réputé Bogdane Galoustovitch Iakoulov : Gueorgui était le neuvième et dernier enfant, l'enfant gâté et préféré des parents. Son père meurt en 1893 et sa mère, Soussanna Artemievna (née Kananova), emmenant avec elle six de ses enfants, déménage à Moscou, où Gueorgui entre au pensionnat de l'Institut Lazarev des langues orientales (en 1898 il sera exclu de la classe de sixième pour insubordination aux règles du pensionnat). À la différence de ses frères aînés, Alexandre et Jacob, qui choisissent une carrière juridique, Gueorgui montre un intérêt marqué pour l'art et, en 1901, après deux mois d'études à l'école Konstantine Iouon, il entre à l'École de peinture, de sculpture et d'architecture de Moscou. Pour absence aux cours, il en est exclu en mai 1903. Il entre alors à l'armée et va servir dans le Caucase (où il a l'occasion de faire de la peinture), participe à la guerre russo-japonaise, est blessé au combat à Harbin en Chine et revient à Moscou en 1905,.

### Émergence de l'artiste

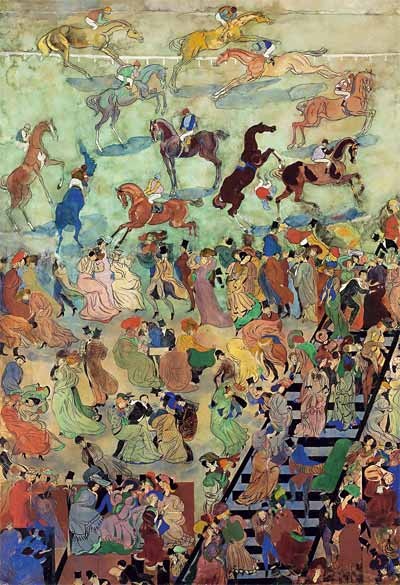
Iakoulov, Course de chevaux (1905). Galerie Tretiakov

Le premier tableau créé par Gueorgui Iakoulov à son retour à Moscou, Course de chevaux, est présenté en 1906 à l'exposition de l'Association des artistes de Moscou (ru) et a permis d'attirer sur lui l'attention des milieux artistiques. La toile est signalée par Pavel Mouratov dans la revue Vesy : « Le dessin paradoxal Course de chevaux, créé par Iakoulov, est tracé de manière affinée et l'artiste a appliqué sur ce dessin des taches de couleur, comme celles que l'on voit sur les vases chinois ». Ce tableau lumineux, spectaculaire et bien organisé a produit une forte impression sur ses contemporains, Iakoulov ayant réussi à associer les traditions de l'Orient et l'esthétique de l'Art nouveau tardif. Et quand Malevitch, en 1908, à l'époque de sa période symboliste, présente sa gouache d'une foule qui se distrait (Loisirs), elle a été perçue comme une imitation de Iakoulov,.

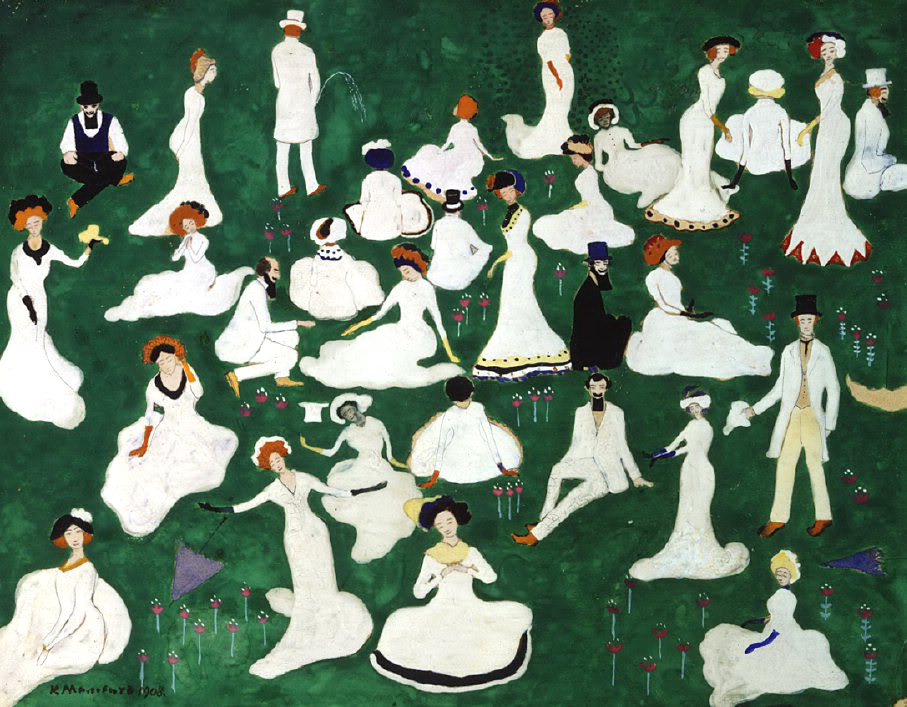
Kasimir Malevitch Loisirs (Société des hauts-de-forme). 1908. gouache, Musée russe

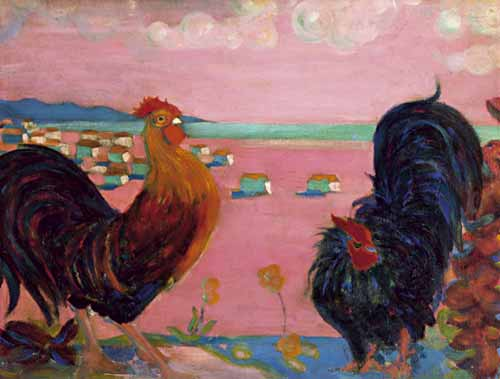
G. Iakoulov. Les Coqs. 1907

La participation de Iakoulov à l'exposition Venok-Stéphanos (1907), avec un certain nombre de dessins et de peintures (L'Homme de la foule, Les Coqs, Soukhoumi sous la neige, Le Jardin de l'Ermitage, Symphonie arabe etc.), a assuré son succès et Pavel Mouratov se félicite de ce que, à son estime, « c'est un curieux mélange d'acuité et d'indolence, d'originalité et d'imitation ».
Les premiers travaux de Iakoulov ont surpris par sa manière personnelle de combiner des choses incongrues : dans le petit tableau qui fait penser à une miniature ancienne, intitulé La Rue (1909), il accentue le caractère décoratif par la coloration à l'émail. Il parvient à faire se rejoindre, dans l'atmosphère lumineuse de l'environnement, les gratte-ciels du premier plan et la vue fantastique de la rue bleue, en cuvette, dans laquelle non seulement les gens se déplacent, mais où se reposent des équipages noirs, rouges et blancs composés de cavaliers et de promeneurs élégants ». Lors de l'exposition Venok, Iakoulov s'est rapproché du groupe d'artistes de la Rose bleue : Martiros Sarian, Pavel Kouznetsov, Nikolaï Sapounov, Sergueï Soudeïkine, Nikolaï Krymov.

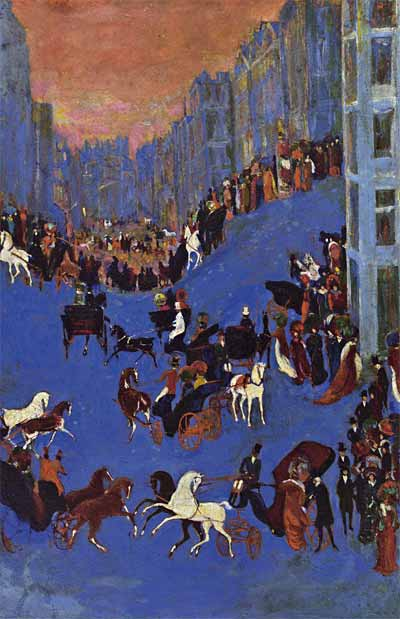
Iakoulov, La Rue (1909). Galerie nationale d'Arménie

Dans la seconde moitié des années 1900, Iakoulov a d'abord été décorateur artistique. Il réalise la décoration des locaux destinés aux Soirées des littérateurs russes (1907) et fait également ses premiers pas dans le portrait graphique, de petits travaux dans les revues Vesy et de la Toison d'or. En 1908, ses œuvres sont présentées lors de la VI exposition de l'Union des peintres russes (1903-1923), en 1909, lors de l'exposition Sécession viennoise à Vienne, et à partir de 1911 aux expositions de Mir iskousstva. Au début de l'année 1911, G. Iakoulov, ensemble avec Piotr Kontchalovski, Aristarkh Lentoulov, Michel Larionov, Nathalie Gontcharova, Kasimir Malevitch ou Alexandra Exter, participe à l'exposition Le salon de Moscou.

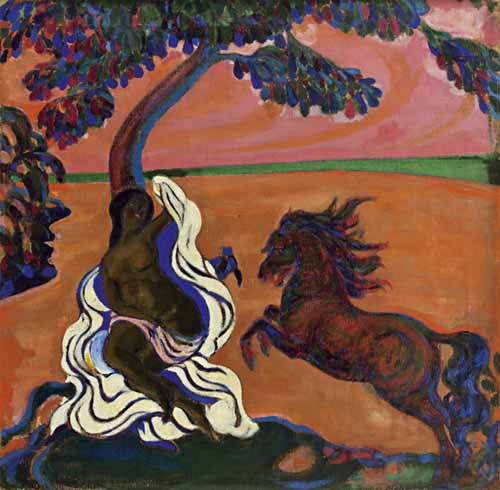
G. Iakulov. Thème décoratif. 1907

En 1908, il se rend en Italie où il visite Venise, Padoue, Florence, Sienne et Rome ; dans les années 1911-1913, il reste des mois à Paris (où il fait la connaissance et s'entretient longuement avec Robert Delaunay et Sonia Delaunay (d'origine ukrainienne) qui le reçoivent à leur maison de campagne,) ; en 1913, il participe au salon d'Automne, Sturm, à Berlin. En 1913 encore, Iakoulov, avec les artistes du groupe de la Rose bleue, Martiros Sarian et Nicolas Millioti, illustre un livre de poésie Pourpre de Kifer. Erotique de Vladimir Elsner (ru), et avec Sergueï Soudeïkine, ils créent le décor du programme théâtral Carrousel de chien au cabaret artistique Au chien errant à Saint-Pétersbourg.

### Le Soleil bleu
À la fin décembre 1913, lors des réunions Au chien errant survient une polémique à propos des idées avancées par Robert Delaunay dans sa théorie de l'orphisme et du simultanéisme. Après l'exposé du philologue Alexandre Alexandrovitch Smirnov, exposant les théories de Delaunay, Iakoulov proteste contre une appropriation de ses propres théories qu'il présentera quelques semaines plus tard à la fin décembre dans son exposé : Lumière naturelle (archaïque, solaire) et lumière artificielle (électricité moderne),. À Louveciennes, en France, où il a passé ses vacances de 1913 chez les Delaunay, Iakoulov et Delaunay ont beaucoup discuté et ces échanges ont trouvé leur expression dans l'article de Iakoulov Le Soleil bleu (1914), « hymne à la Chine dans son art et sa nature », qui peut être considéré comme la profession de foi d'un simultanéiste russe. En quittant Delaunay, Iakoulov lui offre aussi son manuscrit sur la situation du peintre contemporain et sur le rôle que l'éclairage urbain joue de nos jours et les conséquences qui en découlent dans toute nouvelle vision de l'objet. Après son article Le Soleil bleu, présentant sa théorie sur la réfraction de la luminosité dans des civilisations différentes, Iakoulov pensait écrire sur le soleil rose de Géorgie, sur le soleil jaune de l'Inde, mais ce projet ne se réalisera qu'en 1922 dans des articles intitulés Ars solis et Sporades,.

### Nous et l'Occident
Le 1er janvier 1914, ensemble avec les aveniristes Arthur Lourié et Benedikt Livchits, il écrit le manifeste Nous et l'Occident qui sera traduit du russe en français et en italien puis publié par Guillaume Apollinaire le 16 avril 1914 au Mercure de France,. Des années plus tard, Livchits décrit brièvement, mais de manière expressive, le co-auteur de ce manifeste : « Iakoulov avait le don de généraliser et savait exprimer ses pensées de manière cohérente ». Pour l'historien d'art Jean-Claude Marcadé, ce manifeste est une attaque en règle contre l'Occident « qui est attiré par l'Orient mais est incapable organiquement de le comprendre ». Pour Iakoulov, « l'art de l'Occident fait le chemin inverse de l'art oriental véritable, puisqu'il part du particulier pour arriver au général, alors que l'Orient part du général pour atteindre le particulier. » et « tout l'art de l'Europe est territorial », c'est-à-dire limité dans l'espace géographique alors que l'art doit être fondé sur des éléments cosmiques.

« Je suis allé de l'Orient à l'Occident, alors que les Européens sont allés de l'Occident vers l'Orient. Je suis parti du tapis-ornement pour arriver à l'expression figurative d'un thème, alors que les Européens sont partis d'une forme illustrative pour arriver à une ornementation non-figurative. »

La vie et l'œuvre de Iakoulov sont une synthèse entre l'Extrême-Orient (Chine, Inde, Mandchourie), l'Orient (Arménie, Caucase) et l'Europe. Au début de la Première Guerre mondiale, Iakoulov est à nouveau dans l'armée active et, à l'automne 1914, il est grièvement blessé à la poitrine : une balle a touché le poumon (ce qui a contribué à l'apparition de la tuberculose les années suivantes). Guéri de cette blessure, le peintre se repose un temps à Moscou, où il crée un certain nombre de croquis et de dessins, avec lesquels il participe au début 1915 aux expositions de l'Union des artistes russes et Mir Iskousstva. En mars 1915, il retourne au front, puis, au printemps 1916 et 1917, il participe aux expositions de Mir Isskoustva à Petrograd. En juillet 1917, par décision du Gouvernement provisoire russe, il entre dans un groupe d'artistes regroupés autour de l'état-major de l'armée. Gueorgui Iakoulov est finalement retiré de l'armée active,.

### Les années d'épanouissement
L'un des points singuliers de la biographie de Iakoulov est le passage de l'artiste de la peinture de chevalet à la scénographie et au monumentalisme lors de sa présentation au Moscou artistique de la décoration du Café pittoresque,.

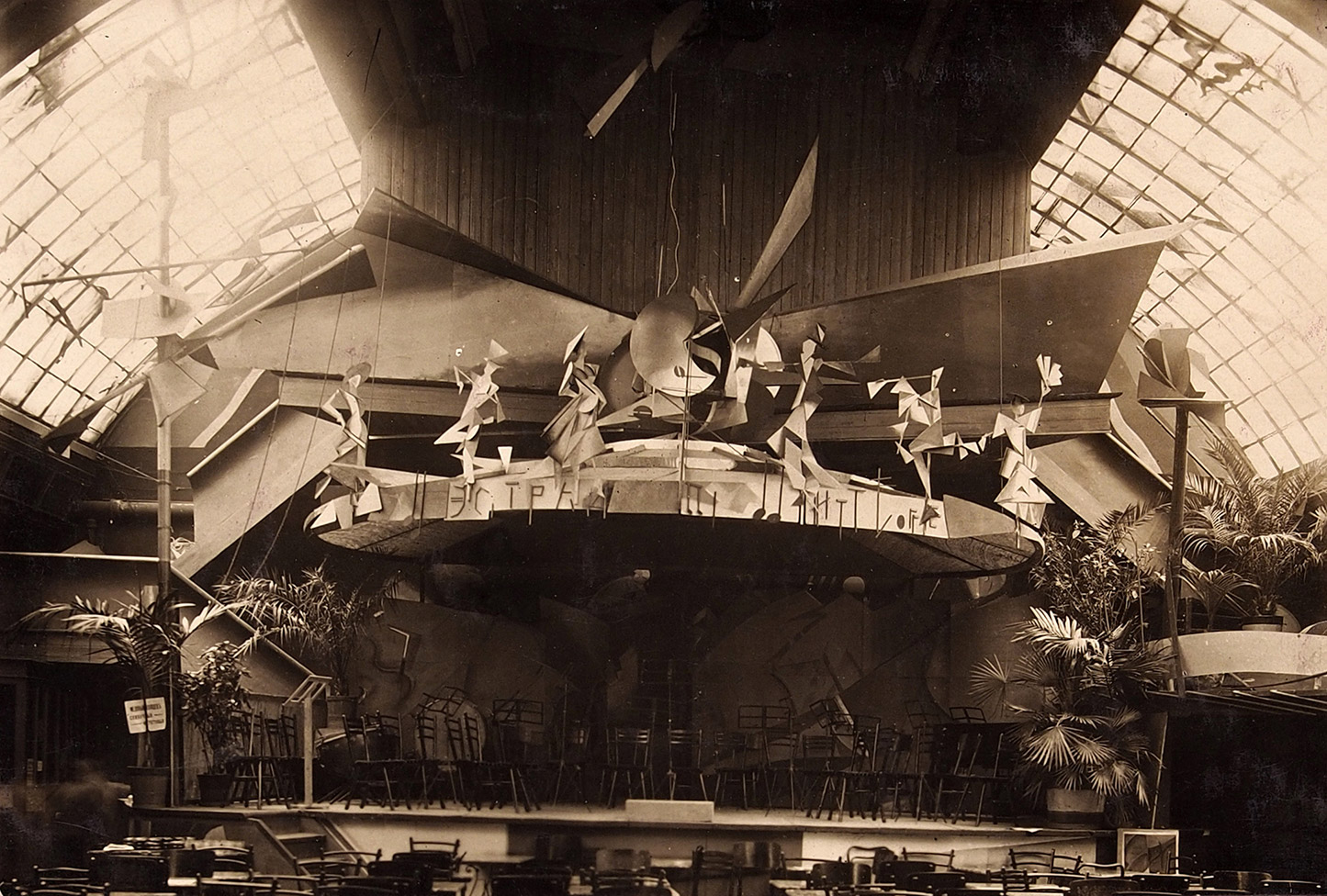
Vue générale de l'estrade du café Pittoresque. 1917-1918

Dans la conception du Café pittoresque, Iakoulov est intervenu comme auteur du projet et comme chef des travaux, qui se sont déroulés de juillet 1917 à janvier 1918 et ont attiré l'intervention d'un grand nombre d'artistes liés au constructivisme russe et d'autres : Ksenia Bogouslavskaïa, Vladimir Tatline, Nadejda Oudaltsova. Avec Tatline, ils ont participé à la peinture du plafond de verre notamment et Alexandre Rodtchenko a réalisé les luminaires sur base des croquis de Iakoulov. Pour les artistes invités par Iakoulov, c'était l'occasion non seulement d'obtenir un salaire, mais aussi de mettre en œuvre des idées qu'ils n'avaient développées auparavant que dans des esquisses.
L'ouverture du café a lieu le 30 janvier 1918. Sur l'estrade, tous les jours, se produit un quatuor à cordes ; des représentations artistiques sont présentées, des écrivains lisent leurs œuvres, des débats publics sont organisés. Se sont ainsi produits : Anatoli Lounatcharski, Valéri Brioussov, Vladimir Maïakovski, Sergueï Essénine, Vassili Kamenski, Vsevolod Meyerhold, Alexandre Taïrov ; se produisaient souvent Anatoli Marienhof, Vadim Cherchenevitch, David Chterenberg, Aristarkh Lentoulov, Kasimir Malevitch, Martiros Sarian, Alexeï Chtchoussev, Mikhaïl Ippolitov-Ivanov, Vassili Katchalov, Ivan Moskvine, Alexeï Diki, Alisa Koonen et beaucoup d'autres,,. Le travail de Iakoulov pour la création du Café Pittoresque a mis en avant ses qualités, sa créativité dans ce lieu qui devient un des centres de la vie artistique et socio-culturelle de Moscou.

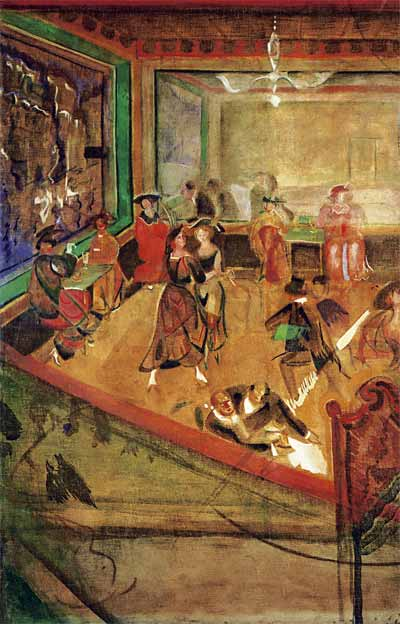
G. Iakoulov. Panneau pour la décoration du Café pittoresque. 1917

À l'automne 1918, le Café Pittoresque a été transféré à l'administration de la division théâtrale du Commissariat du peuple à l'Éducation et rebaptisé club-atelier Le Coq rouge. Le premier anniversaire de la Révolution d'Octobre s'y est tenu et également la première de la pièce Le Perroquet vert d'Alexandre Taïrov (suivant la pièce d'Arthur Schnitzler) dans des décors de Iakoulov. Mais avant cela, au printemps 1918, à l'initiative de Vsevolod Meyerhold , la première réalisation de Iakoulov a été pour la pièce L'Échange de Paul Claudel, en production conjointe de V. Meyerhold et de A. Taïrov au Théâtre de Chambre Taïrov de Moscou.

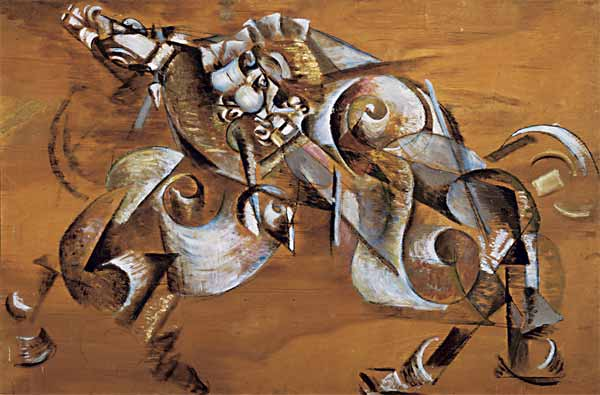
Iakoulov. Attaque d'un cheval par un lion. Esquisse d'un panneau pour le café La Stalle de Pégase (1919). Galerie Tretiakov

Au Coq rouge a lieu la première rencontre de Iakoulov et de Sergueï Essénine, qui s'est ensuite transformée en une grande amitié. Iakoulov se rapproche du groupe des imaginistes et, le 30 janvier 1919, il signe conjointement avec Essénine, Anatoli Marienhof, Riourik Ivnev et Boris Erdman (ru) la Déclaration des imaginistes, qui constate la mort du futurisme et de la peinture contemporaine. La même année, les imaginistes décident d'agrandir un autre café, Stalle de Pégase, à la rue Tverskaïa à Moscou. Les murs du café sont peints d'après des croquis de Iakoulov et sous chaque panneau sont disposés des textes de poèmes. Stalle de Pégase s'est ouvert en décembre 1919.
En 1920, Iakoulov reçoit un grand atelier au no 10 de la rue Sadovaïa à Moscou. La même année, il épouse Natalia Shif. En septembre 1921, lors d'une soirée dans cet atelier, le poète Sergueï Essénine fait la connaissance de la danseuse Isadora Duncan, qu'il épousera.
Durant la période 1918-1920, Iakoulov enseigne, ensemble avec Pavel Kouznetsov, Aristarkh Lentoulov, Piotr Kontchalovski, Abram Arkhipov et d'autres artistes réputés, et devient professeur du Premier atelier libre des beaux-arts d'État formé sur base de l'ancienne Académie d'art et d'industrie Stroganov.

### Activités théâtrales
Iakoulov a collaboré entre 1918 et 1926, comme décorateur, à la mise en scène de plus de vingt-six spectacles, à Moscou, en province et même à Paris avec Serge de Diaghilev (Le Pas d'acier). Il travaille aussi à la réalisation d'esquisses de décors et de costumes pour un certain nombre de spectacles. Certains de ceux-ci ne furent pas réalisés : Hamlet et Le Roi Lear de Shakespeare, par exemple. Les critiques ont parlé à son propos de iakoulovisation du théâtre, tant son rôle fut important comme créateur de mode au théâtre.

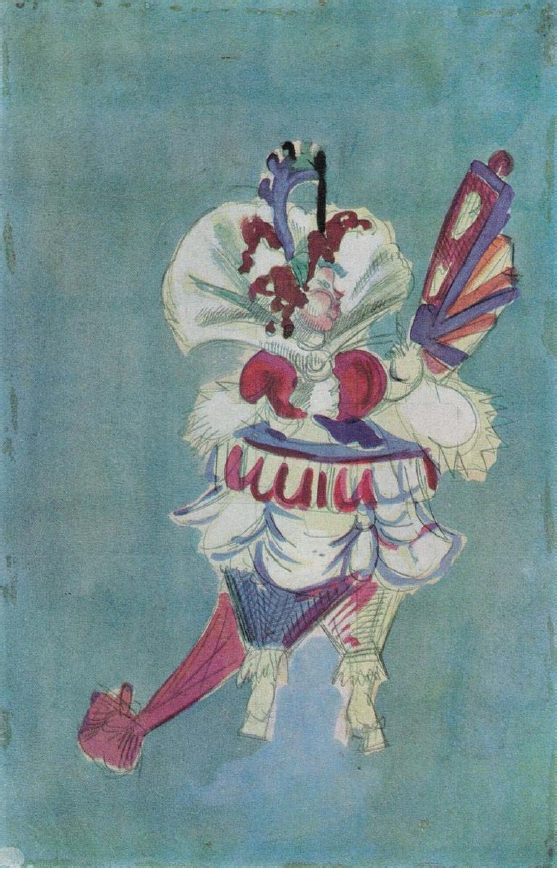
Giroflé-Girofla (Жирофле-Жирофля) (1922). Esquisse de costume pour l'aurore. Musée du théâtre A. Bakhroushine

Il touche à tous les genres dramatiques, de la tragédie à l'opérette, de l'opéra au ballet. Chacune de ses créations était un évènement provoquant des débats passionnés. Au Théâtre de Chambre Taïrov, il est un des peintres principaux avec Alexandra Exter et Alexandre Vesnine.
En 1920, il monte avec Alexandre Taïrov Princesse Brambilla, d'après Ernst Theodor Amadeus Hoffmann au Théâtre de Chambre Taïrov. L'action se passe durant un carnaval, « une véritable féérie de carnaval, avec des cascades de taches multicolores ». La pièce eut un succès éclatant et fit la renommée de Iakoulov.

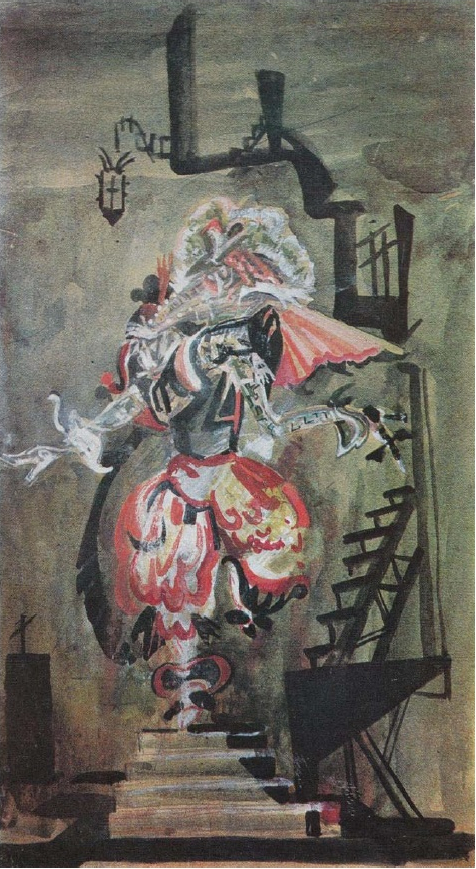
G. Iakoulov, Costume pour Signor Formica

En 1922, Iakoulov participe à deux spectacles retentissants : Signor Formica (de), d'après Ernst Theodor Amadeus Hoffmann puis Giroflé-Girofla. L'historien d'art Jean-Claude Marcadé remarque que Hoffmann, d'après Iakoulov, a puisé son inspiration dans la peinture et la musique et il doit donc être interprété dans un style pictural et mélodique. Hoffmann avait par ailleurs une passion pour l'art graphique et pour les silhouettes du peintre français Georges Callot. Les esquisses des personnages de Signor Formica ressemblent étrangement aux dessin de Callot, note à ce propos Jean Claude Marcadé. La critique futuriste attaqua toutefois violemment les décors de Iakoulov pour Signor Formica lui reprochant son imaginisme.
En fin d'année 1922, avec Giroflé-Girofla, il inaugure une série de participations à des opérettes. Giroflé-Girofla est de Charles Lecocq, compositeur de musique français. Iakoulov est bien conscient que l'opérette était un genre mineur qui attirait les petits-bourgeois en reprenant des thèmes antiques qui en faisaient des familiers du classicisme. La Belle Hélène (Jacques Offenbach) en 1924 et L'Île verte en 1925 sont deux autres réalisations d'opérettes auxquelles Iakoulov a participé.

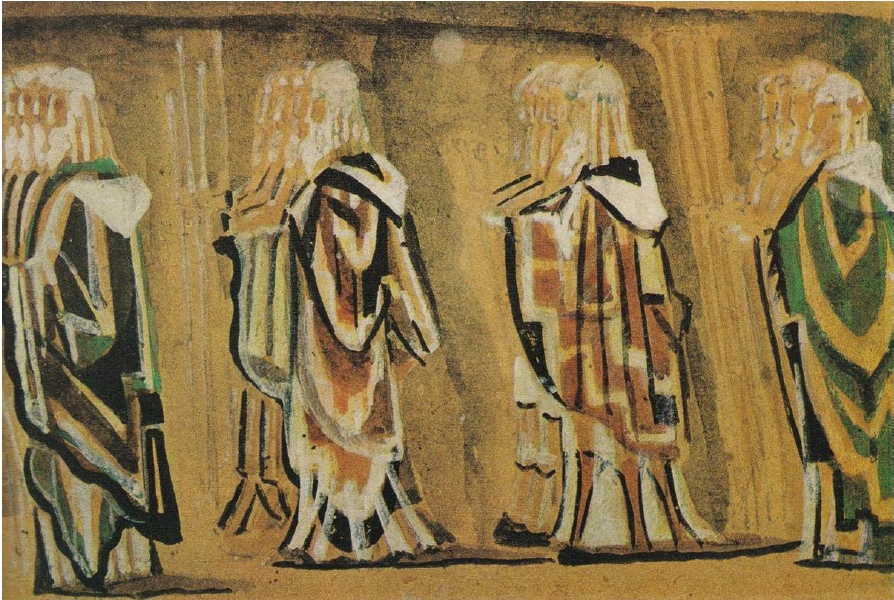
G. Iakoulov, La Veuve juive

En 1923, La Veuve juive de Georg Kaiser, montée au théâtre Korch par Iakoulov, témoigne de sa volonté de lutter contre les stéréotypes sur la juiverie petite bourgeoise et de créer un image du Juif-Homme éternel. Le Juif n'est pas intéressant par sa misère et ses persécutions, mais par la productivité de son génie. Iakoulov est le premier, avec Léon Chestov, à avoir réfléchi concrètement sur l'opposition Athènes-Jérusalem. Il oppose la tragédie grecque idéale où l'homme est le jouet du destin (de l'Ananké) à la tragédie juive réelle, psycho-mécanique où se manifeste la liberté de l'homme.

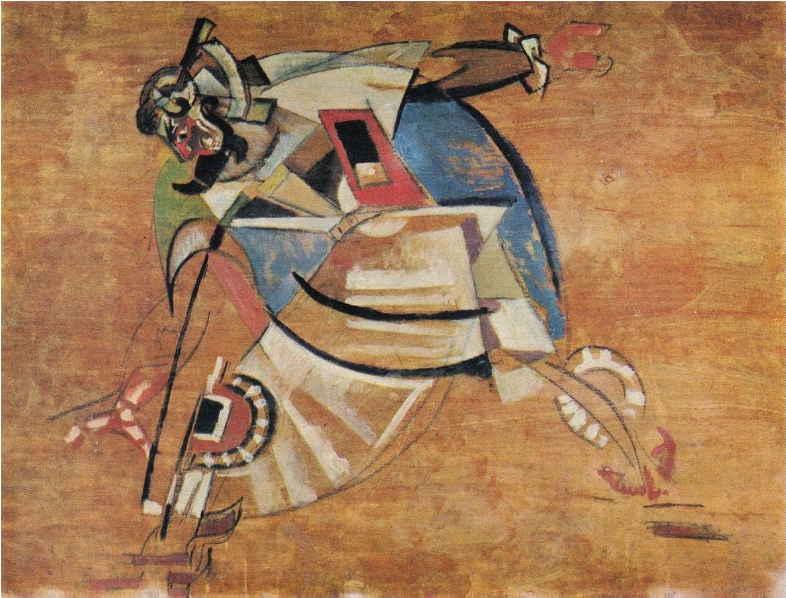
Esquisse de costume pour Œdipe-roi, Sophocle (1920).
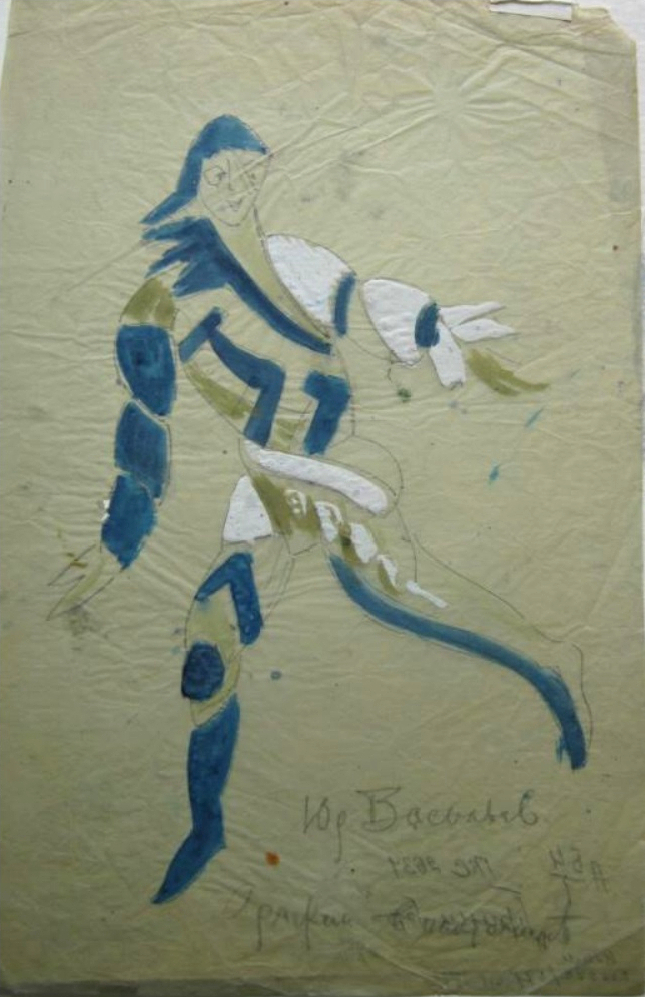
Esquisse de costume pour La Princesse Brambilla (1920).
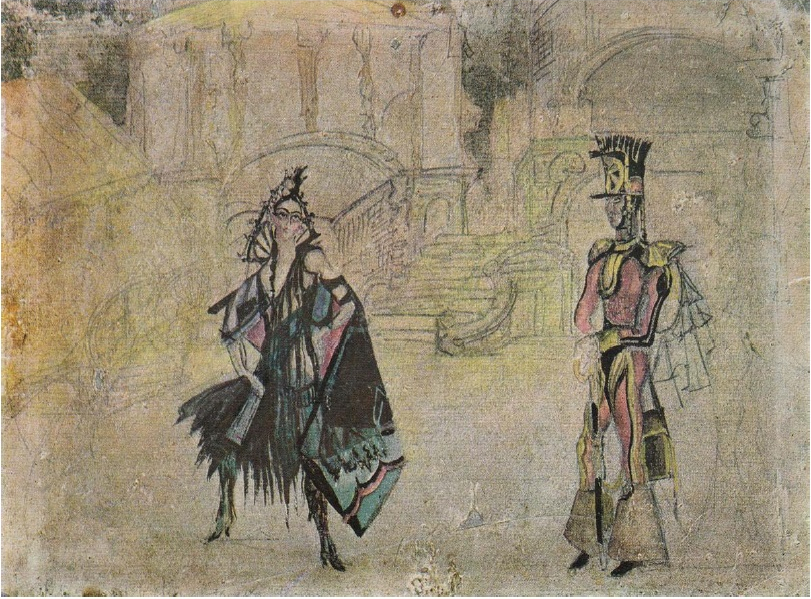
Esquisse de costume pour le ballet Carmen (1923).

Iakoulov était une des figures les plus particulières du Moscou post-révolutionnaire :

« Il était bohème dans le bon sens du terme, je dirais dans le sens parisien. Bohème par le mode de vie, par l'état d'esprit et ses attitudes vis-à-vis des artistes et de l'art. Ce n'était pas un artiste ermite et ascète, mais un professionnel talentueux et prospère. Toujours vif, amateur des controverses sur l'art, de fictions, de ripailles et de gentillesses. C'était un homme de compagnie agréable, gai, cynique, charmeur. Il savait non pas marchander mais sans s'humilier organiser ses affaires d'argent tout en restant toujours avant tout artiste ! »

— Valentine Kholassevitch
En même temps, Iakoulov ne restait pas à l'écart des aspirations sociales de la nouvelle génération et se montrait un défenseur énergique des frères de l'art. En 1917, il est élu, avec Aristarkh Lentoulov, à la commission artistique et éducative du conseil des députés ouvriers de Moscou puis, avec Malevitch et Tatline, au bureau du syndicat des peintres.

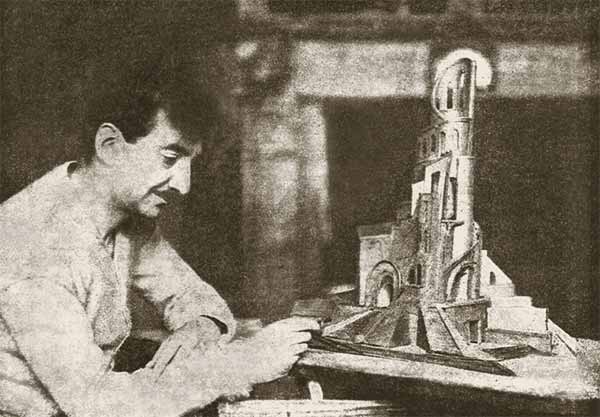
Iakoulov travaille à sa maquette des 26 commissaires de Bakou. 1923—1924

### Les 26 commissaires deBakou
Parallèlement à son activité théâtrale, Iakoulov se consacre également à des projets architecturaux.
En 1923-1924, en collaboration avec Vladimir Chtchouko, Iakoulov crée le projet du mémorial des 26 commissaires de Bakou,. Iakoulov considère ce projet comme capital. Il n'en subsiste que des photos et des esquisses.

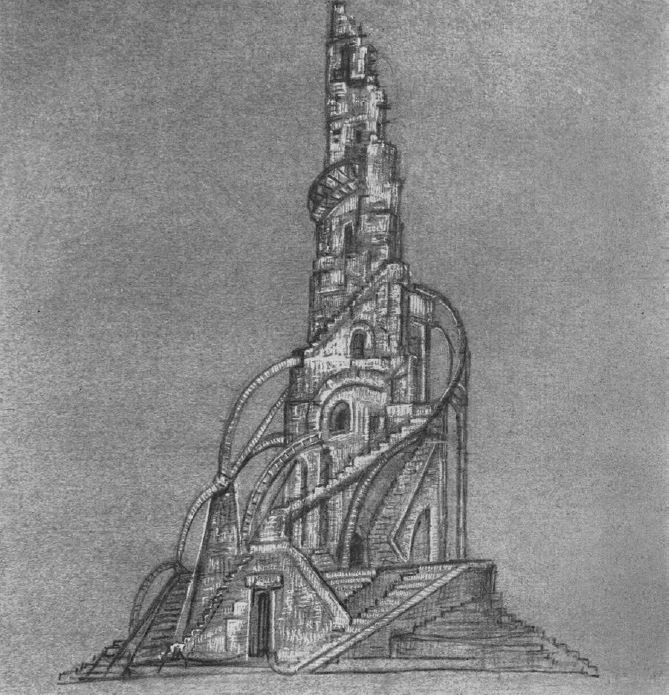
Esquisse pour le mémorial des 26 commissaires de Bakou. 1923. Galerie nationale d'Arménie

Après le choix de son projet par le comité exécutif en octobre 1923, Iakoulov part pour Bakou en août 1924 avec son projet et une maquette. Avec sa forme asymétrique en spirale, son projet entrait en compétition avec la Tour de la III Internationale, le projet de Vladimir Tatline, qui devait atteindre une hauteur de 400 mètres. La tour de Iakoulov devait être une image symbolique de la révolution. L'absence de symétrie et d'équilibre devait être le signe du dynamisme de la révolution qui ne reste pas statique. La verticalité montrait l'ampleur de l'envolée révolutionnaire,,,.
Selon le projet de Iakoulov et Chtchouko, le monument devait atteindre une hauteur de 56 mètres sur six étages, se terminant par une galerie d'observation au sommet. Au rez-de-chaussée, devait se trouver une bibliothèque, du deuxième au cinquième des salles commémoratives dédiées aux chefs de la révolution. À l'extérieur était prévue une rampe en forme de spirale décorée de sculptures des 26 commissaires. Le mémorial devait pouvoir servir à des réunions, des forums, des manifestations commémoratives.
Sergueï Essénine, sous l'impression perçue par le projet, écrit un poème La Ballade des vingt-six, qu'il dédie à son ami Iakoulov, et qu'il lit sur la place de la Liberté à Bakou, le jour de l'anniversaire de la mort des commissaires le 20 septembre 1924.
La maquette du monument des 26 commissaires de Bakou a été exposée à l'Exposition internationale des Arts décoratifs et industriels modernes à Paris en 1925 avec d'autres projets de l'auteur.

« Les modèles de tours de Vladimir Tatline et de Iakoulov ont été exposés à l'exposition de Paris en 1925 à proximité l'un de l'autre. Iakoulov a obtenu le plus grand prix et Taline aucun. Il est probable que le modèle de Iakoulov léger et élégant comme une statuette correspondait mieux aux goûts français Art déco qui triomphaient à l'exposition... »

### Serge de Diaghilev,Le Pas d'acier

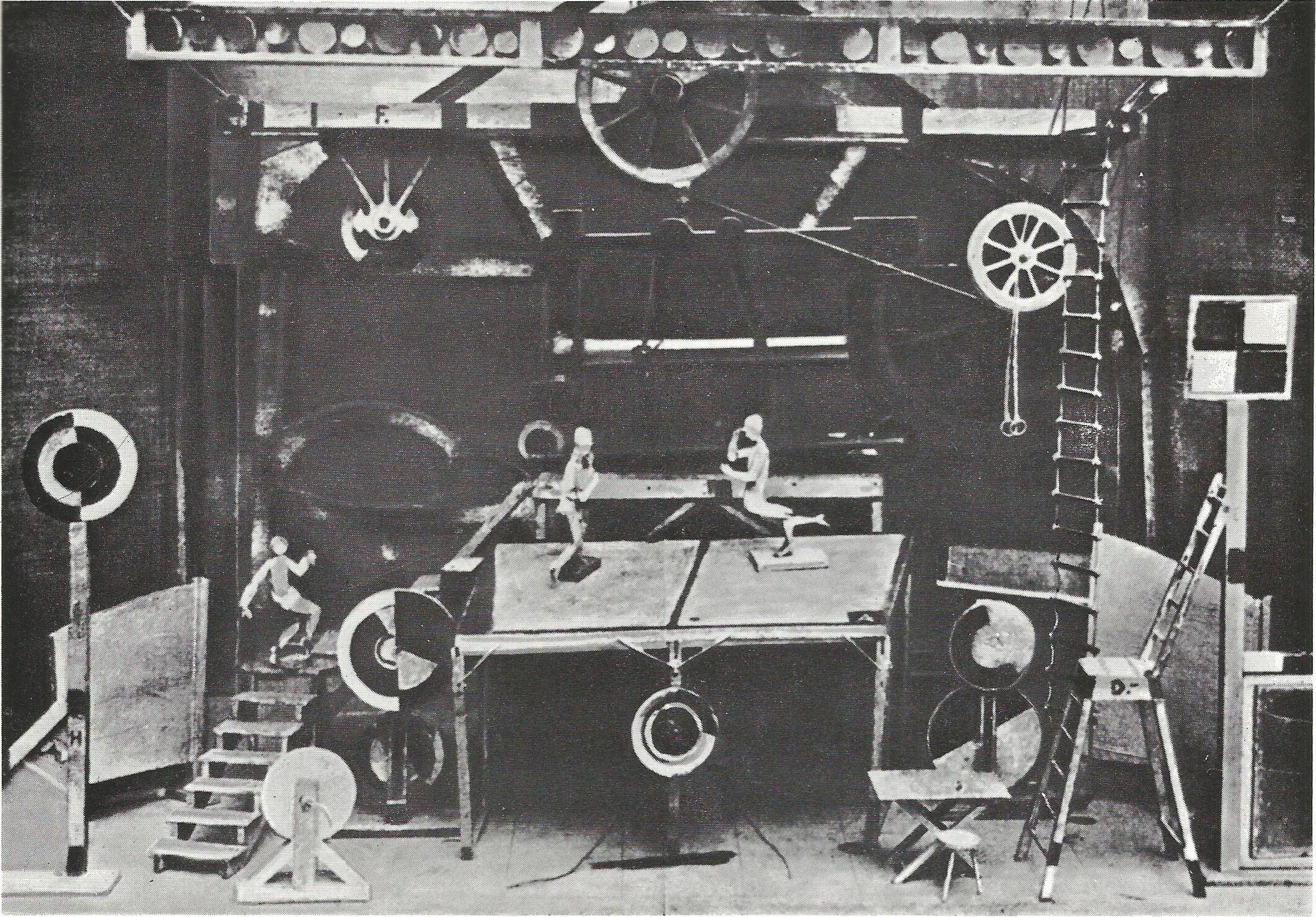
Maquette pour le ballet Le Pas d'acier. 1927

L'Exposition internationale des Arts décoratifs et industriels modernes s'est ouverte à Paris le 28 avril 1925 et s'est terminée en octobre de la même année. Au mois de juin, Iakoulov arrive à Paris emportant avec lui une centaine de ses œuvres dans l'intention d'organiser une exposition personnelle. Cette exposition personnelle n'a pas eu lieu, mais l'artiste reste à Paris jusqu'en décembre. Sa réputation comme scénariste est si élevée que Iakoulov reçoit une proposition de Serge de Diaghilev de participer à la création d'un ballet sur la vie de la Russie contemporaine. Iakoulov prépare le livret et les esquisses du ballet (décoration et costumes) du Pas d'acier. Le livret est écrit ensemble avec Sergueï Prokofiev qui compose la musique. Le ballet est divisé en deux actes : le premier représente la destruction de l'Ancien Régime et le second L'usine en marche exprimant l'enthousiasme des révolutionnaires pour le travail collectif. En avril-juin 1927, Iakoulov revient à Paris pour la production du ballet dont la première a lieu le 7 juin 1927. Le Pas d'acier est représenté au Théâtre Sarah Bernard dans une chorégraphie de Léonide Massine, puis le ballet est présenté à Londres.

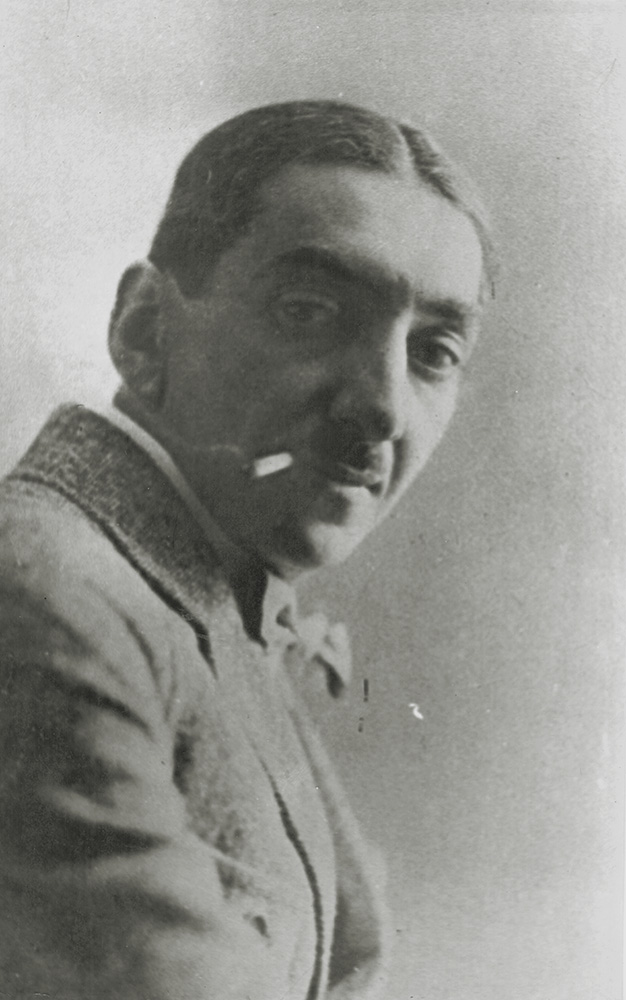
G. Iakoulov. années 1920 Musée de Sergueï Essénine à Moscou

En octobre 1926, ensemble avec Alexeï Chtchoussev, et à l'invitation des autorités de l'Arménie, Iakoulov participe au jury du concours pour le choix d'une maison du peuple à Erevan, puis continue son séjour dans le Caucase du Sud. À la fin de l'année 1926, début 1927, il travaille à la décoration de quatre productions à Erevan et à Tiflis : au théâtre arménien de Soundouk, il s'agit des pièces Le Marchand de Venise de William Shakespeare et Koum Morgana d'Alexander Shirvanzade ; au Théâtre national Roustavéli, il prépare aussi la décoration pour Carmensita de Constantin Lipskerov, d'après un récit de Prosper Mérimée et celle d'une cantate de Méliton Balantchivadze (en), Dideba Zages.
À la fin de l'été 1927, c'est le triomphe à Paris de la représentation du ballet Le Pas d'acier. Mais alors que Iakoulov comptait organiser à nouveau une exposition personnelle de ses œuvres, il apprend la nouvelle de l'arrestation de sa femme à Moscou. Il confie ses toiles à ses amis Michel Larionov et Natalia Gontcharova et retourne immédiatement à Moscou dans l'urgence. Grâce à l'aide d'amis et à sa réputation comme artiste, il parvient à faire modifier les sanctions menaçantes contre son épouse en une interdiction pour celle-ci de vivre à Moscou. Il parvient avec beaucoup de difficultés à installer son épouse à Kislovodsk dans le Caucase. Mais cet épisode dramatique a bouleversé sa vie. Il a été tué par le chagrin de sa famille, se souvient son professeur Denissovski. Iakoulov ne s'est jamais remis de coup frappé par le pouvoir contre un être proche et aimé. Il réalise alors sa dernière participation en préparant les décors et costumes de la pièce La Belle de l'île de Lulu dont la première date du 6 novembre 1928 au théâtre Rouben Simonov à Moscou.

### Adieux et décès

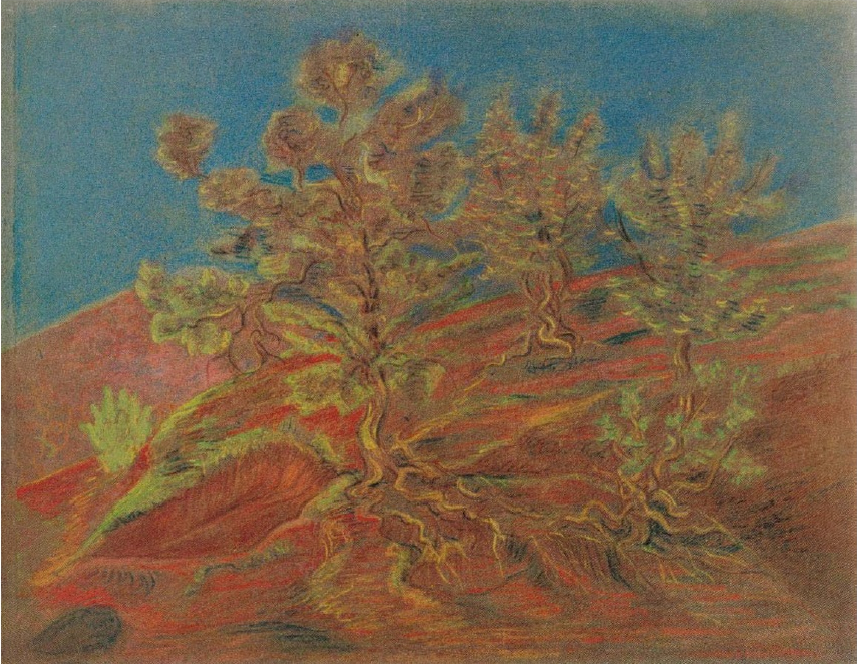
G. Iakoulov. Paysage à Dilidjan en Arménie. 1928. Galerie nationale d'Arménie

Au printemps 1928, le Narkompros demande l'attribution à Iakoulov du titre d'artiste émérite de la République socialiste fédérative soviétique de Russie, à l'occasion du 25e anniversaire du début de son activité créatrice. Mais la cérémonie d'attribution est retardée du fait que Iakoulov est atteint de tuberculose. Son état empire et il part se faire traiter à Dilidjan en Arménie. Là, il réalise plusieurs études de paysages et écrit deux articles : Théâtre et Peinture et Révolution et Art.
En novembre 1928, Iakoulov prend froid et est atteint de pneumonie. À Erevan, il est hospitalisé et rédige pour le comité du jubilé des notes détaillées qui résument sa vie créative : Ma biographie et mes activités artistiques, Mon activité artistique de 1918 à 1928 et l'envoie à Alexandre Taïrov. Le 28 décembre 1928, Gueorgui Iakoulov est décédé.
La célébration du jubilé qui se préparait est devenue un service commémoratif. Sur ordre d'Anatoli Lounatcharski, le cercueil avec le corps de l'artiste est envoyé à Moscou. Le 30 décembre, à Erevan, a lieu la cérémonie d'adieux à Iakoulov.
Le 6 janvier, le convoi funèbre arrive à Moscou et, le 7 janvier, Iakoulov est inhumé au cimetière de Novodevitchi.

## Destin des œuvres de Iakoulov
Aucune exposition posthume des œuvres de Iakoulov n'a pu être organisée à Moscou, du fait que l'on n'en a trouvé aucune après sa mort. Presque aucune archive non plus n'a été retrouvée. Le peintre avait laissé une centaine de peintures à Paris chez Michel Larionov et Natalia Gontcharova. Mais il n'y a pas eu non plus d'exposition en France du fait que ses œuvres étaient devenues propriété de ses héritiers à sa mort en 1928. En 1968, A. K. Larionov-Tomilina a fait don à la Galerie Tretiakov de 11 travaux de Iakoulov. Un an plus tôt, l'artiste Raphaël Kheroumian avait créé à Paris la Société des amis de Gueorgui Iakoulov (dont les membres étaient Sonia Delaunay, Valentine Marcadé et son mari Jean-Claude Marcadé) et, en 1972, cette société achète aux héritiers de Michel Larionov la plus grande partie des œuvres de Iakoulov en leur possession et en fait don à la Galerie nationale d'Arménie. Dans les années 1930, Robert Delaunay a mis en place un comité qui se chargerait de publier une monographie de Gueorgui Iakoulov, dont faisait partie notamment Picasso, Cendrars, Albert Gleizes, Marc Chagall, Sergueï Prokofiev, mais le projet de monographie n'a pas été réalisé.
Des œuvres éparses de l'artiste se trouvent dans les collections du Centre Pompidou, au Musée russe, au musée d'État de la littérature (ru) de Moscou, à la Galerie nationale d'Art de Perm, au Musée des beaux-arts de Kalouga au Musée d'Art de Samara, au Musée régional de peinture de Krasnoïarsk F. Kovalenko. Il subsiste encore des pièces dans des collections privées, mais en petit nombre, et sans doute aussi auprès de collectionneurs anonymes.

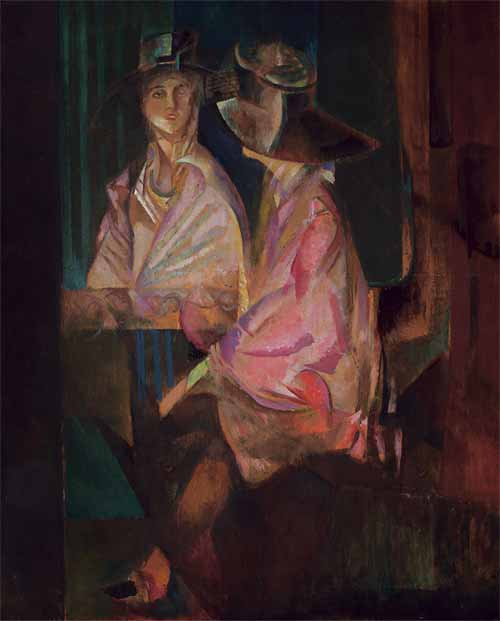
G. Iakoulov. Portrait d'Alisa Koonen (1920). Collection particulière

L'héritage théâtral de Iakoulov est plus chanceux : une collection importante est conservée au Musée théâtral Bakhrouchine (ru) : des esquisses de décors et de costumes de scène, des maquettes, des poupées réalisées d'après les croquis réalisés par le peintre. Quelques costumes du ballet Le Pas d'acier se trouvent à la Galerie nationale d'Australie. D'autres croquis sont dans les collections du Musée d'art théâtral et musical de Saint-Pétersbourg (ru), du Théâtre Bolchoï du Théâtre national Roustavéli. À la bibliothèque de l'Opéra Garnier, dans le fond Boris Kochno, sont conservées deux esquisses de Iakoulov pour les costumes de Le Pas d'acier ainsi que des lettres de l'artiste adressées à Serge de Diaghilev (trois d'entre elles ont une importance significative dans l'héritage de Iakoulov et ont été publiées dans l'article de Gueorgui Kovalenko (ru)). Les principaux documents et photographies de la vie de Iakoulov sont conservés à la Galerie nationale d'Arménie, dans le département des manuscrits du musée théâtral de Bakhrouchine et aux archives d'État de la littérature et de l'art.
Les premières expositions rétrospectives des œuvres de l'artiste ont eu lieu à Erevan en 1959, 1967 et 1975. En 2015, la Galerie Tretiakov a organisé une exposition où étaient exposées environ 130 œuvres provenant de divers musées et de collections privées.

## Œuvre

### Peinture de chevalet
Selon le critique d'art soviétique Khardjiev, la plus grande partie des toiles de Iakoulov, qui se trouvaient à sa mort dans son atelier, avait été transportée à sa mort dans une cave pour les protéger. Elles ont été irrémédiablement abîmées par l'inondation des bas quartiers de Moscou, deux années de suite. Le petit nombre de tableaux qui ont survécu à Iakoulov ne permet pas de caractériser la créativité de son œuvre en général, de diviser son parcours en périodes et de les mettre en corrélation avec les recherches picturales d'autres artistes de son temps et de se former la conviction suivant laquelle Iakoulov a commencé sa carrière de peintre mais « que son talent ne s'est pas véritablement développé dans la peinture de chevalet ». Les tentatives de chercheurs, avec un échantillonnage aussi réduit, pour identifier les caractéristiques de son style pictural donnent des résultats contradictoires : selon certains, Iakoulov « est resté étranger au cubisme et au futurisme », d'autres contestent ces conclusions à l'analyse de tableaux tels que Rue Tverskaïa (1910). D'autres encore considèrent qu'il « travaillait plutôt sur les traces des classiques italiens... ses tableaux La Lutte des amazones, Vie à la lumière du chevalier pauvre, Le Combat, Lombardie, Rue Tverskaïa sont inspirés par son voyage à Venise, Padoue, Florence, Rome »,.

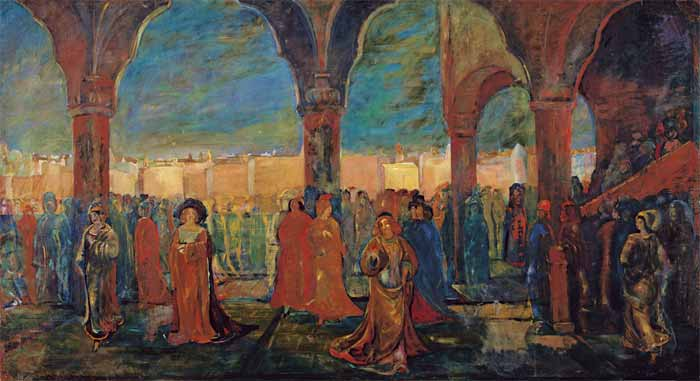
Lombardie, 1912, Galerie Tretiakov
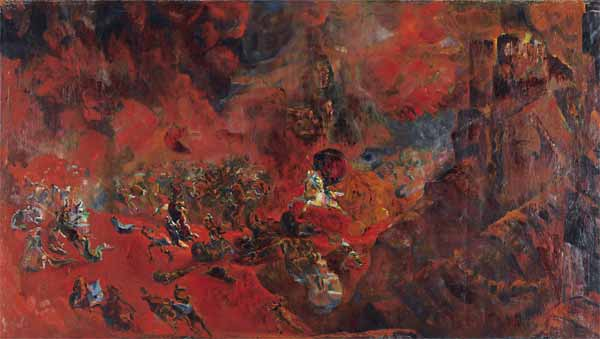
La Lutte , 1912, Galerie Tretiakov

L'analyse de ses œuvres, en les comparant avec celles de l'avant-garde russe, permet de faire ressortir certaines de ses qualités propres : la vie de la lumière dans sa peinture est étonnamment diversifiée : non seulement dans ses reproductions de rayons eux-mêmes, mais par leur indice de réfraction, leur dispersion en une infinité de reflets dans les vitres, sur les surfaces brillantes... Le peintre introduit dans ses compositions de nombreux écrans tels des rideaux, des tentures, des stores, des paravents, qui transmettent mais affaiblissent et orientent les flux lumineux de différentes manières. Iakoulov introduit souvent dans ses compositions des miroirs dont la réfraction permet de donner une dramaturgie particulière au sujet comme dans Devant le miroir ou Portrait d'Alisa Koonen, deux toiles réalisées en 1920.

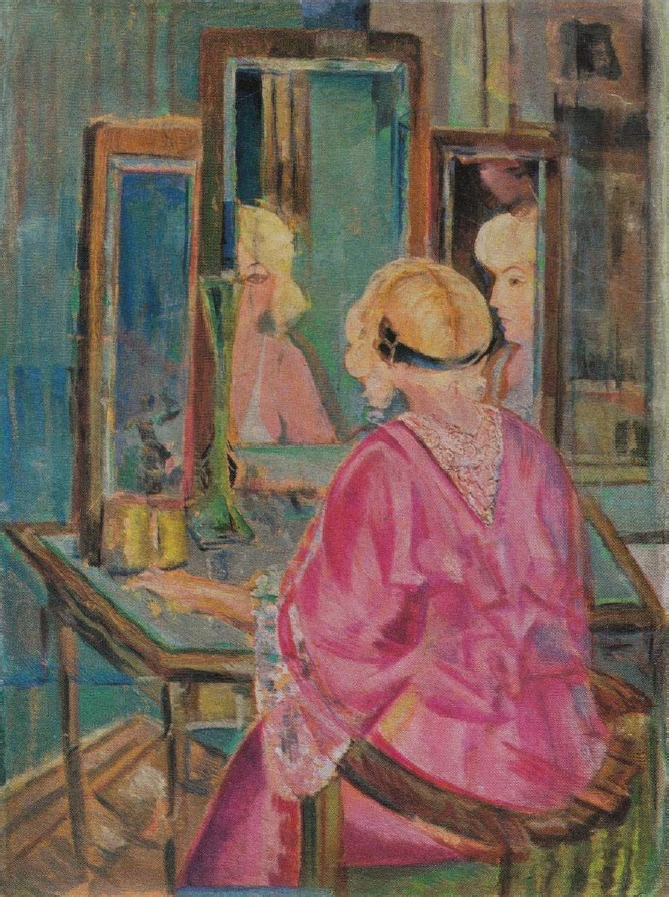
G. Iakoulov, Devant le miroir, 1920

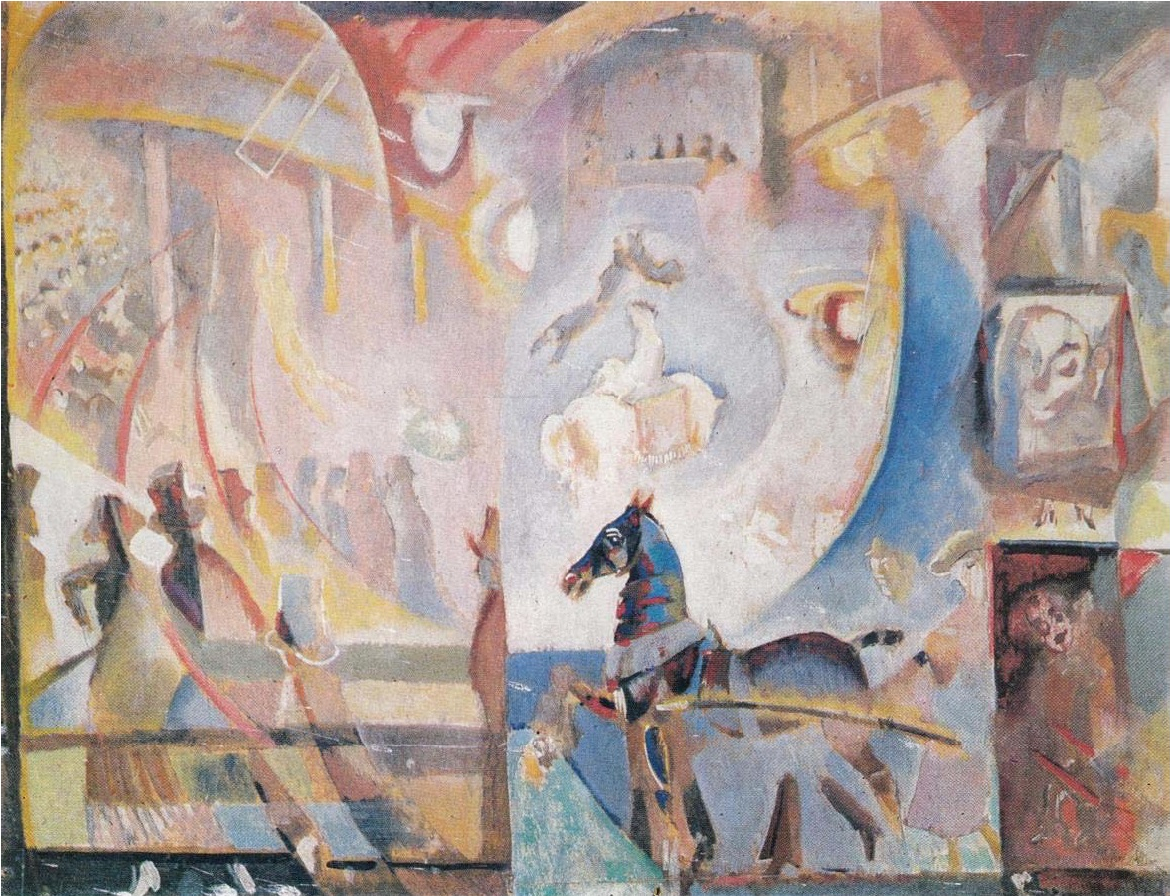
G. Iakulov, Le cirque, années 1910, Musée des Beaux-Arts d'Ouzbékistan.

Outre les compositions décoratives qui ont transformé des souvenirs visuels orientaux (Iakoulov est né dans le Caucase) en des formes picturales occidentales (comme Les Coqs, Motifs décoratifs) dans les années 1900 et d'autres tableaux du milieu des années 1910 incarnant la théorie de Iakoulov des Soleils multicolores (Bar par exemple), on trouve encore une constante chez Iakoulov avec les thèmes liés à l'urbanisme et aux atmosphères de foules dans la ville ou dans des espaces confinés (bars, cafés, mascarades, courses de chevaux, casinos) avec des personnages dans le style de la Commedia dell'arte.

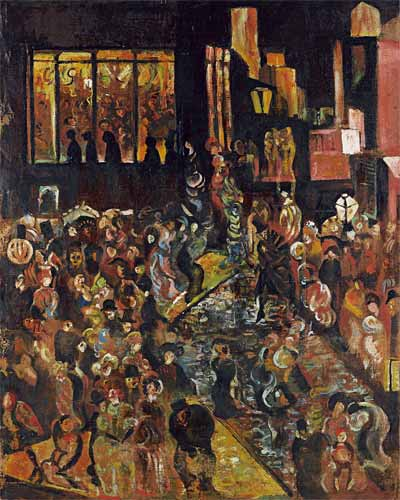
L'Homme de la foule (Человек толпы) (1922). Galerie Tretiakov.

Parfois, dans les dernières années (1920), il sombrait dans des atmosphères pessimistes, sombres comme dans sa toile fantasmagorique L'Homme de la foule (1922 ; première variante en 1907).

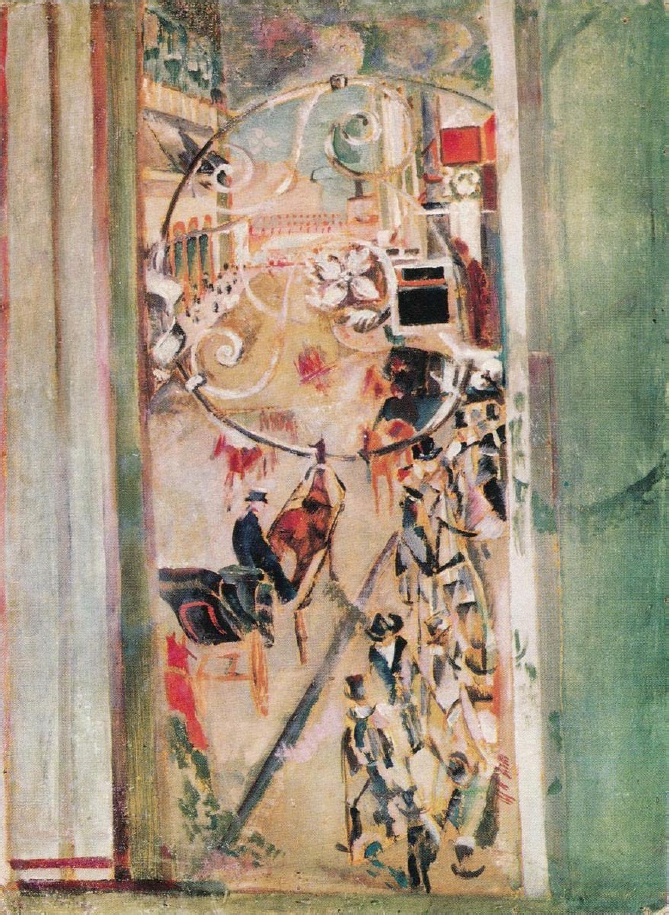
Rue Tverskaïa (1917—1919). Galerie nationale d'Arménie.
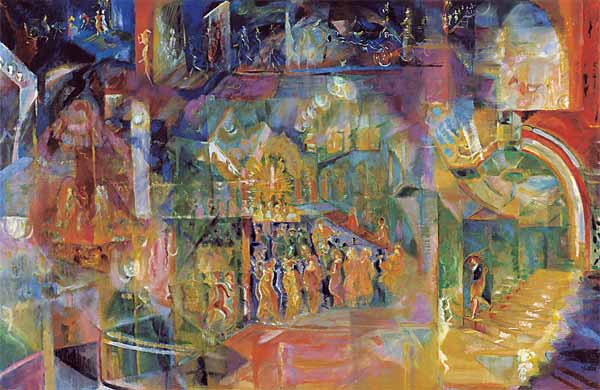
G. Iakoulov. Bar. 1915, Les Soleils multicolores

### Décoration théâtrale

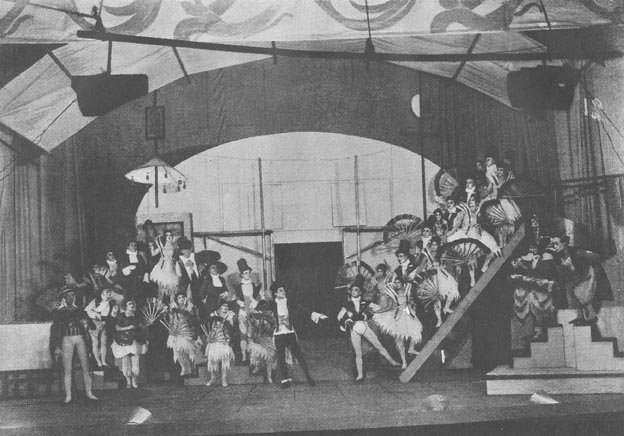
Scène du spectacle Giroflé-Girofla. Théâtre de Chambre Taïrov, 1922. Scénographe Iakoulov et metteur en scène Taïrov

La capacité à synthétiser de Iakoulov s'est révélée pleinement dans ses réalisations pour le théâtre. Ses combinaisons du constructivisme et de son art de la décoration sont uniques en leur genre, pleines de fantaisies et d'ingéniosités. C'est un novateur dans la recherche et le désir de préserver les spécificités artistiques de l'art théâtral. Ses horizons intellectuels sont étendus et sa réaction favorable aux nouveautés en matière de scénographie a toujours été vive.

Iakoulov, comme scénariste, a toujours cherché à travailler en symbiose avec le réalisateur : il est vrai que la participation à la production de Hamlet et de Mystère-bouffe est devenue la cause de son conflit avec Vsevolod Meyerhold, mais par contre avec Alexandre Taïrov, leur travail en commun a été un triomphe avec l'opéra bouffe Giroflé-Girofla. 

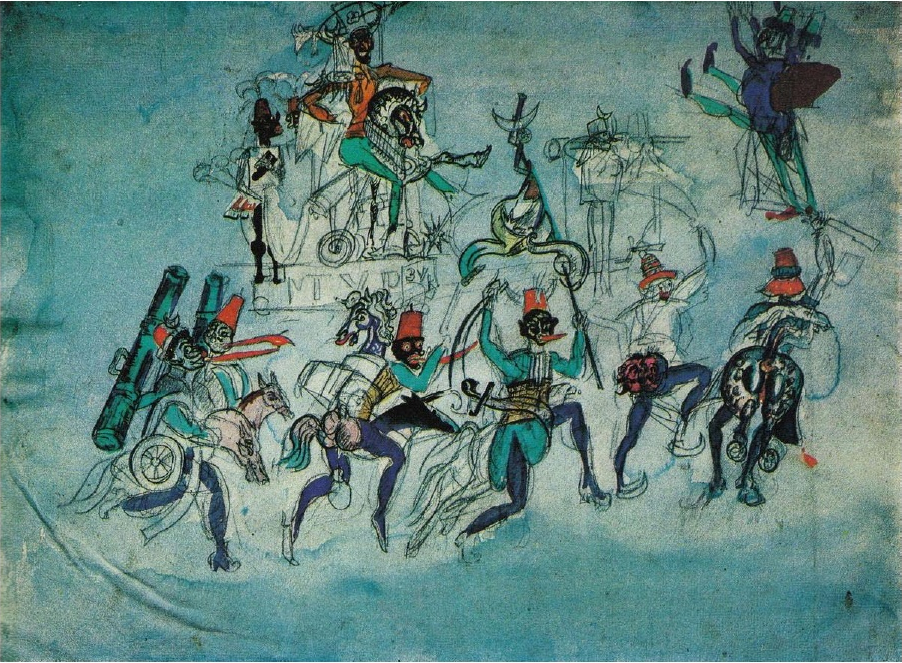
G. Iakoulov. Procession des Moors et de Mourzouk pour Giroflé-Girofla.1922

Iakoulov a réussi à créer un spectacle enchanteur et s'est en même temps montré un innovateur génial de la technologie scénique :

« Pour Giroflé-Girofla, Iakoulov a trouvé des formes qui se sont avérées plus pérennes que celles qu'il utilisait auparavant. Sa technique s'est retrouvée ensuite sur toutes les scènes. Elle s'est poursuivie dans une série de représentations, quand il a été remplacé par les frères Stenberg (en), et aussi dans d'autres théâtres, dans des œuvres de jeunes décorateurs, tout heureux de trouver des opportunités dans les solutions adoptées par Iakoulov. L'essence de son art était la transformation des décors. Mais on ne peut pas dire que ce qui se trouvait sur la scène était vraiment un décor. C'étaient des constructions, des structures colorées de nature théâtrale. <...> Il travaillait avec et pour l'acteur. Il enlevait des éléments de décor et en choisissaient d'autres. Il déployait des plates-formes, descendait des escaliers, ouvrait des trappes, construisait des passages et l'acteur avait ainsi toujours à portée de main ou sous le pied, une marche, une balustrade, une barre, quelque chose qui pouvait servir de point d'appui momentané. »

L'excentricité carnavalesque de Iakoulov dans ses spectacles apparaît dans ses travaux préparatoires au spectacle La Princesse Brambilla. C'est une cascade d'improvisations organisée strictement par lui : les esquisses préparatoires de la mise en scène en témoignent pour tous les détails spatiaux de la composition.

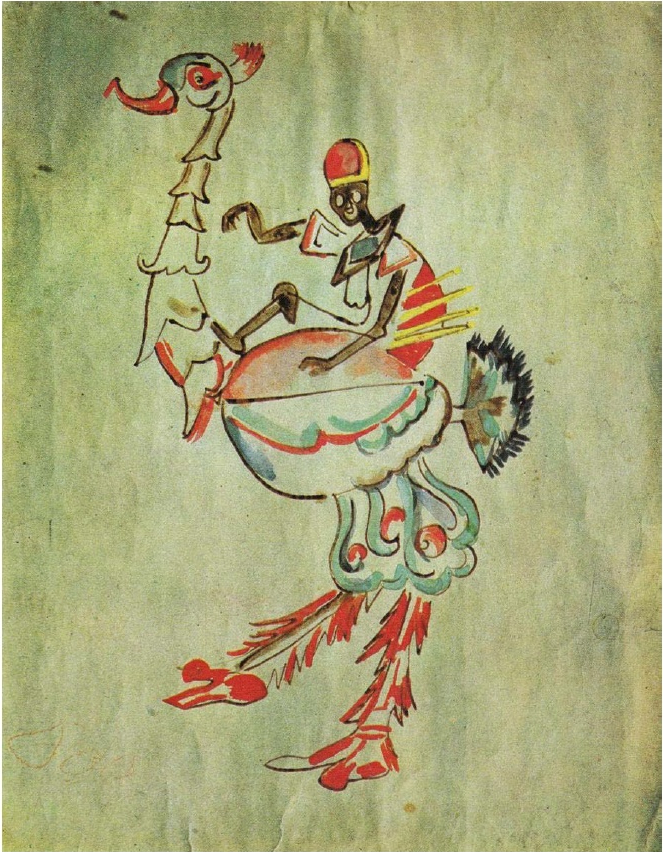
Iakoulov, La Princesse Brambilla, 1920

De même, pour les détails de la scénographie du ballet Le Pas d'acier. Tous ses croquis sont accompagnés d'explications sur la nature des interactions concernant la dynamique des mouvements de danse des acteurs et la cinétique des éléments du décor. Pour Le Pas d'acier, dont la musique était composée par Sergueï Prokofiev, Iakoulov préparait des indications schématiques des emplacements et directions à donner aux sources d'éclairage scène par scène, suivant le scénario. Pour les Ballets russes de Diaghilev, c'était la première fois, avec Iakoulov, que le scénario donnait « littéralement seconde par seconde non seulement le développement de l'intrigue mais aussi le caractère des mouvements des acteurs et le nombre exacts d'intervenants à la scène ».

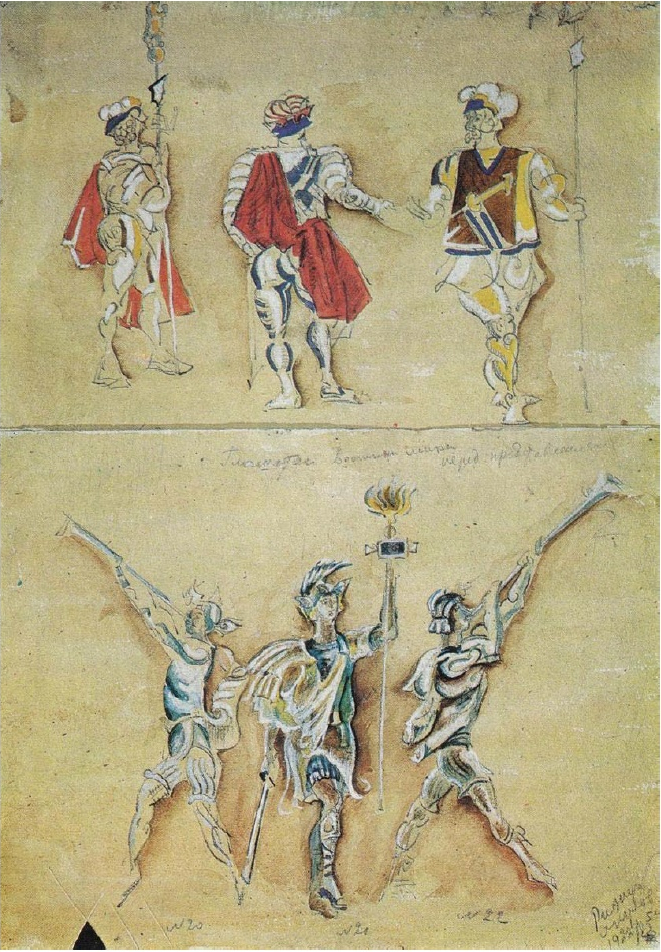
G. Iakoulov, esquisses de costumes pour l'opéra Rienzi de Richard Wagner (1921-1923)

Les techniques cinétiques de Iakoulov ont atteint leurs limites maximales avec la scénographie du ballet Le Pas d'acier. La critique, à propos de ce spectacle, a observé que pour chaque niveau de l'espace, sur chaque parcelle de la scène, « il se passe quelque chose simultanément et souvent de manière complètement indépendante à proximité ». Mais cette expérience constructiviste radicale n'est restée qu'un épisode dans le travail théâtral de Iakoulov. « Il n'est pas resté sur les positions occupées », et n'a pas répété cette expérience. Après avoir épuisé une technique artistique, il en développait une autre en parallèle, en fonction de la spécificité du genre de telle ou telle pièce.
Quand Iakoulov travaillait pour des tragédies, cela nécessitait l'utilisation de moyens décoratifs plus parcimonieux. Dans sa mise en scène d'Œdipe roi (de Sophocle) ou d'Hamlet (cette dernière pièce n'a finalement pas été réalisée), il ne pouvait pas fragmenter les formes comme il en avait l'habitude, mais le laconisme de la couleur des décors permettait d'utiliser la force de l'éclairage pour compenser. C'est avec encore plus de monumentalisme que Iakoulov a préparé l'opéra Rienzi, de Richard Wagner. Mais il n'a finalement pas été réalisé avec Iakoulov par Meyerhold.

### Théories artistiques
Malgré le nombre important d'interventions de Iakoulov dans la littérature et la presse, il n'a pas réalisé de présentation systématique de ses points de vue théoriques. La théorie des soleils multicolores apparaît dans ses articles Soleil bleu et Ars solis. Son article Sporades et la couleur est resté inachevé et, selon les chercheurs, n'est pas tant une théorie, qu'un exposé philosophique des idées du peintre sur les différences entre les styles et les cultures des différentes régions du monde dans un vocabulaire pittoresque de son invention. Selon la formulation brève et condensée de son camarade futuriste Benedikt Livchits, Iakoulov avait « une conception personnelles épistémologique dans laquelle il opposait l'art de l'Occident, l'incarnation de la géométrie et de la perception allant de l'objet vers le sujet à l'art de l'Orient dont la perception est algébrique et qui va du sujet à l'objet ». Pour des approches plus concrètes, il distinguait le genre de la peinture des époques antérieures selon le spectre des couleurs dominantes et trouvait pour les couleurs de la peinture contemporaine une explication dans l'intervention nouvelle du soleil provenant de l'électricité. Iakoulov, selon son autobiographie et selon les témoignages de Michel Larionov, a discuté durant l'été 1913 avec Robert Delaunay, et les deux peintres ont mis en parallèle leurs théories respectives sur l'orphisme et le simultanéisme,, mais, à l'inverse de son confère français, Iakoulov n'a pas eu d'impact notable sur d'autres artistes.

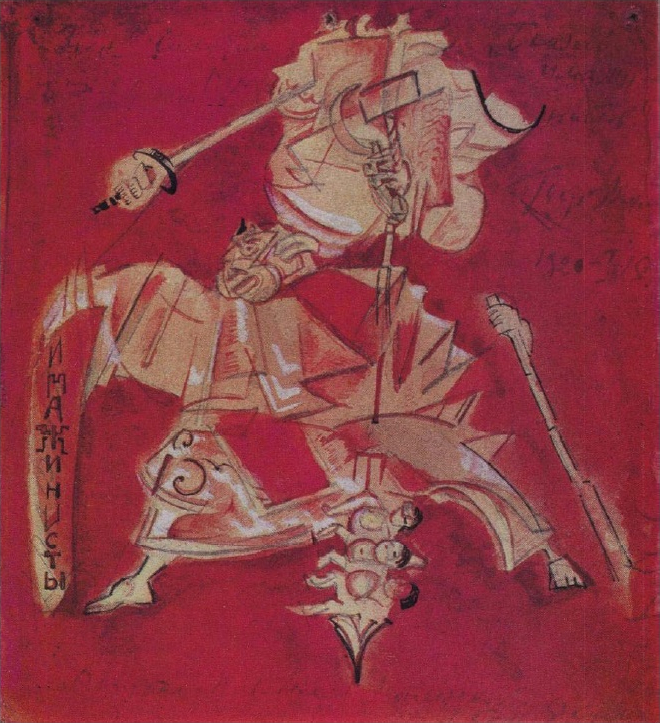
Iakoulov, Génie de l'imaginisme, 1920

Un certain nombre d'articles de Iakoulov consacrés à l'art au théâtre, des lettres ou des écrits inachevés contiennent de nombreuses déclarations théoriques liées aux questions pratiques du travail théâtral et sont souvent complémentaires les unes aux autres.
Iakoulov caractérisait la différence de rythme de perception des spectateurs suivant les époques historiques en comparant la vitesse des mouvements de la roue des automobiles par rapport à celle de la roue du char à bœufs, l'araba. Il attire l'attention sur l'importance de la spécificité de la psychologie moderne au théâtre : « Tout le théâtre est à la recherche de son propre habillage, parce que le spectateur moderne, entouré d'objets d'usage courant modernes, est habitué à voir en fonction de techniques modernes d'une certaine façon et pas autrement. <…> Quand vous voyez dans la ville moderne en Europe la rapidité de la perception visuelle et les impressions qui en ressortent, il est évident que pour vous la tragédie grecque au rythme régulier et conçue pour se passer une journée entière ne nous convient pas ».

### Appréciation de l'homme
La critique d'art Valentine Marcadé cite le portrait de Iakoulov écrit par son ami le peintre parisien Raphaël Kherumian :

« Lorsque vous rencontriez Iakoulov, vous éprouviez la sensation de découvrir, en feuilletant un annuaire téléphonique, une page d'enluminures : comme si, après la morne rangée des Dupont et des Durand, votre œil découvrait subitement une explosion de couleurs, un sujet pathétique, l'or du fond et l'ironie des détails grotesques. Son visage occupé à moitié par les yeux était aussi extraordinaire que sa physionomie spirituelle. Il fut l'un de ceux pour qui la vie est plus importante que ses résultats : la vie c'est le rire, la gaîté une multitude d'amis ; ce sont les femmes aux cheveux rouges, rouge-cinabre ; c'est la lutte, un combat passionné, mais chevaleresque, un tournoi. »,

### Articles sur l'art
- V. et J-C. Marcadé : G Iakoulov
- Vania Marcadé : Le Sulky de G Iakoulov (1918)
- J-C Marcadé Centre Pompidou débat sur Iakoulov G., Sulky (1919)
- (ru) Ars solis. Спорады цветописца // Гостиница для путешествующих в прекрасном. — Moscou., 1922. — № 1[88].
- (ru) Picasso Пикассо // Ogoniok. — Moscou., 1926. — № 20. — p. 10
- (ru) Станковизм и современность. Заметки художника // Искусство. — М., 1929. — № 1—2. — С. 103-105.
- (ru) Mnemosia, documents et faits sur l'histoire du théâtre national russe (Мнемозина: Документы и факты из истории отечественного театра ХХ века. Вып. 5)., Moscou, Индрик,‎ 2014, Парад искусств и границы театра. Лекция (1926), p. 241-271
- (ru) V. Baladian : Iakoulov, peintre et théoricien de l'art (Бадалян В. Георгий Якулов (1884-1928) Художник, теоретик искусства), Erevan, Эдит Принт,‎ 2010, Театр и живопись (1928)

## Galerie

### Peinture, dessins

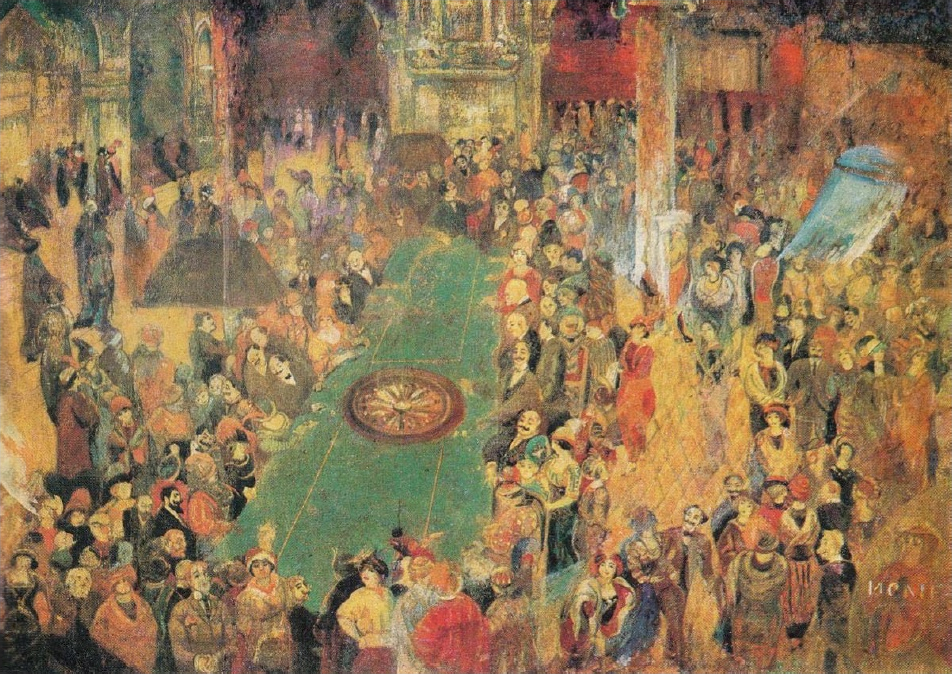
Monte-Carlo, 1913.
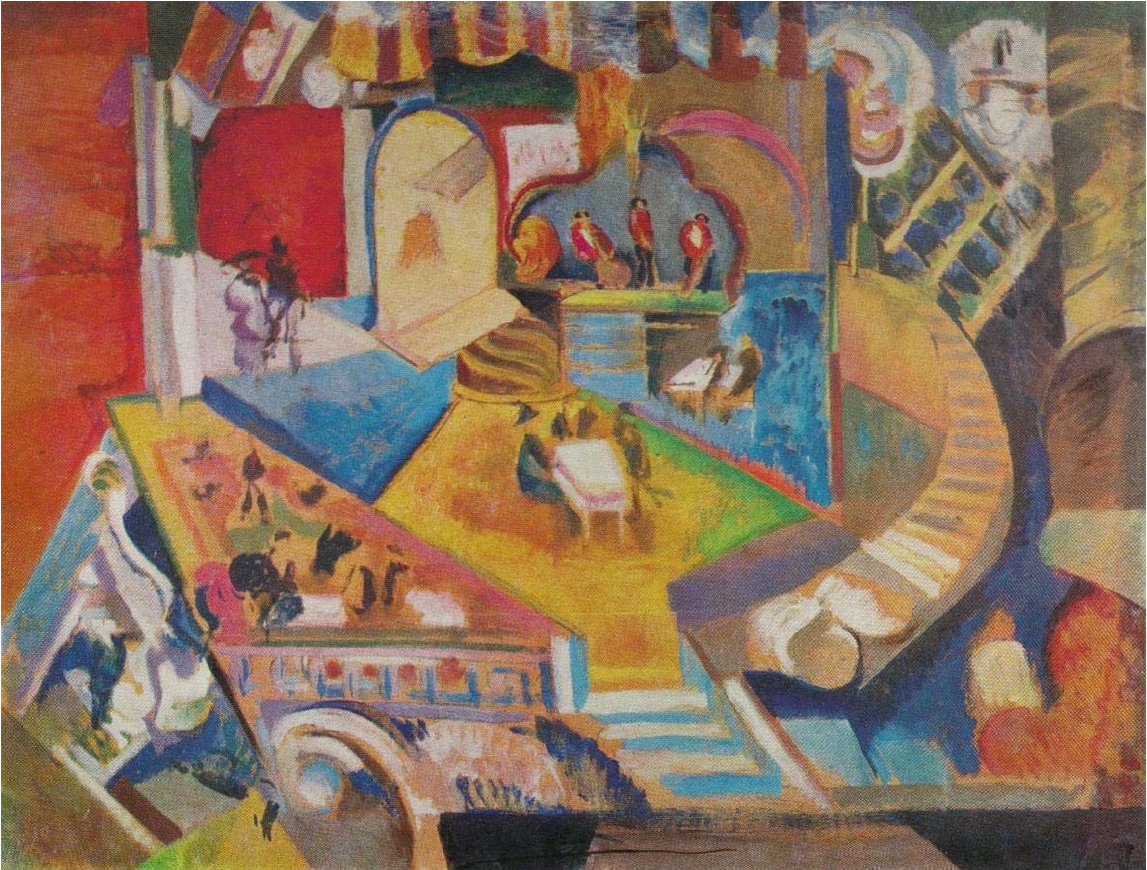
Caféchantant, 1912.
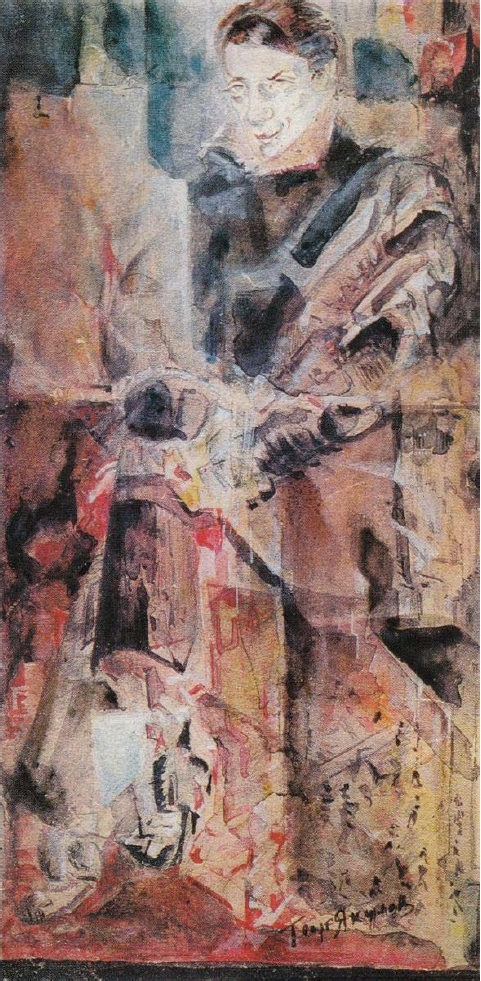
Le poète Riourik Ivnev, 1920.
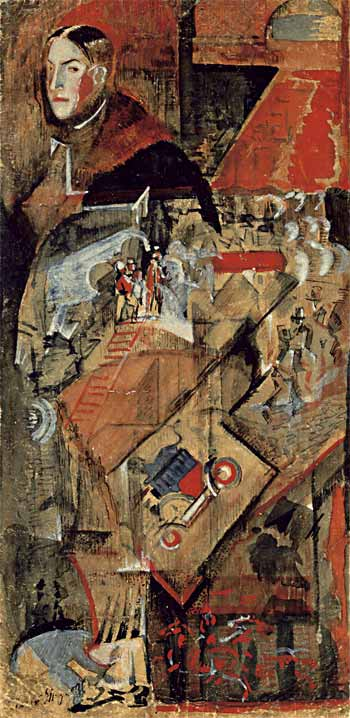
Anatoli Marienhof, 1922.

### Théâtre

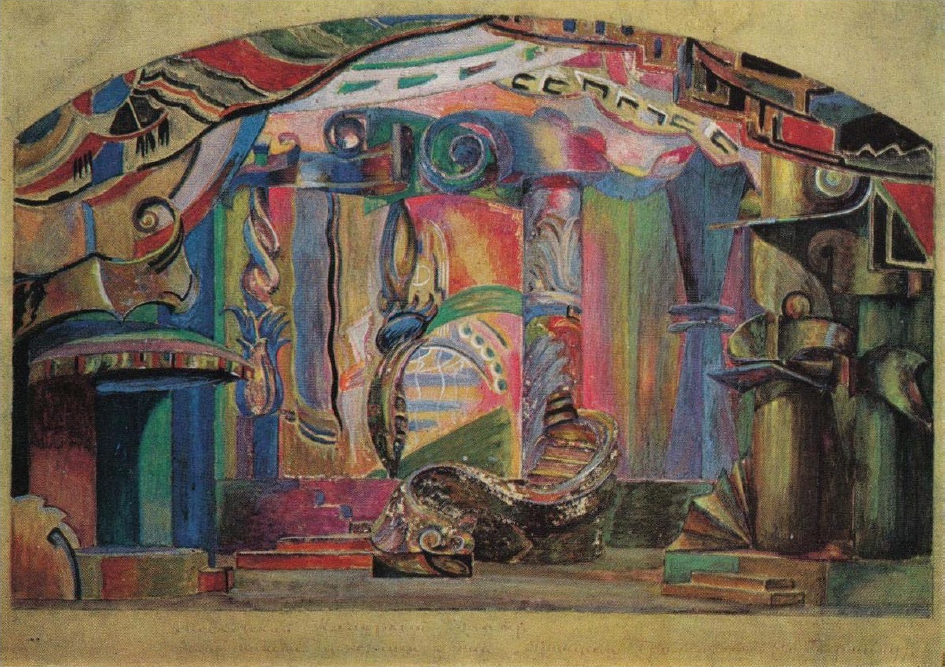
Esquisses de décor pour le spectacle Princesse Brambilla, 1920, Musée Bakrouchina
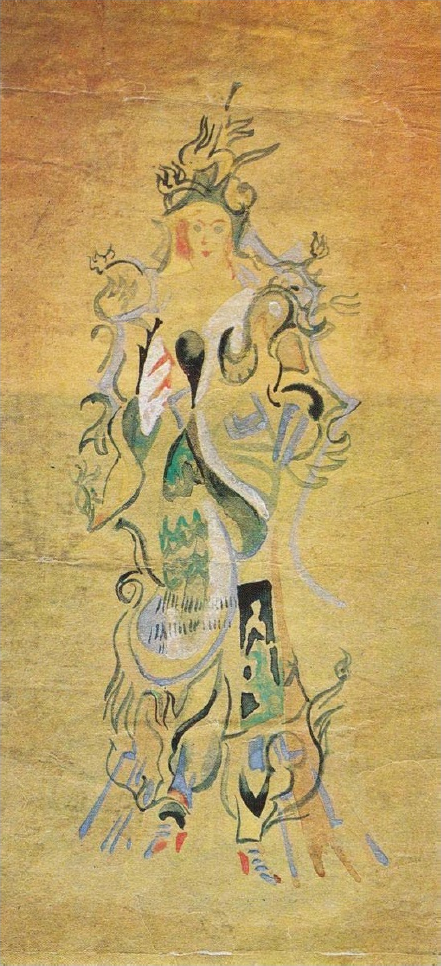
Esquisses de décor pour le spectacle Princesse Brambilla, 1920, Musée Bakrouchina
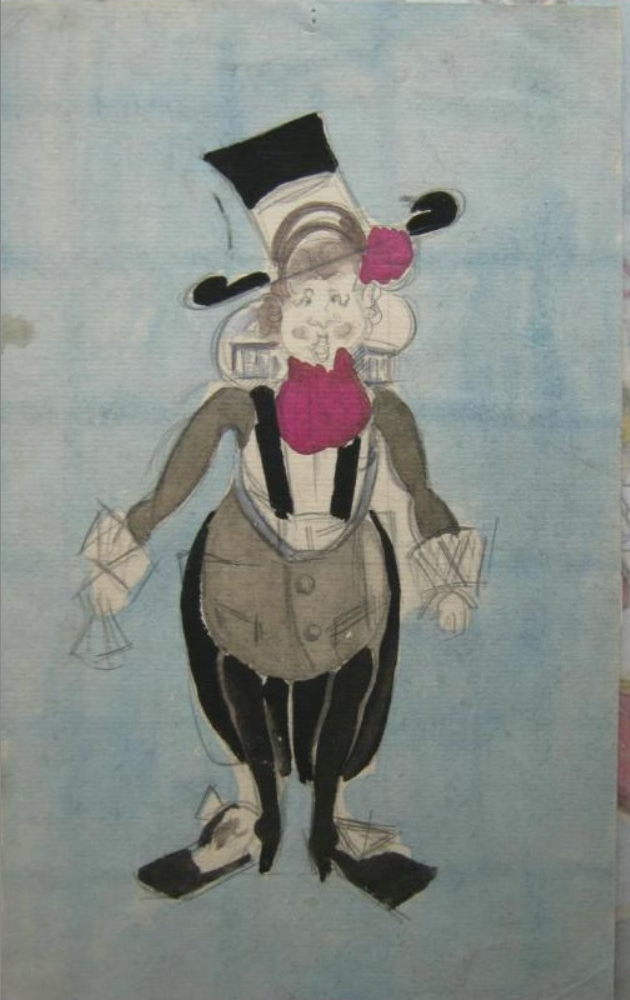
Esquisse de costume d'homme pour l'opérette Giroflé-Girofla, 1922, Musée Bakhrouchina

### En français
- Jean-Claude Marcadé, L'avant-garde russe, 1907—1927, Flammarion, coll. « Tout l'art. Histoire », 1995, 477 p. (BNF 35797084).
- Valentine Marcadé, Le renouveau de l'art pictural russe, Éditions L'Âge d'Homme, coll. « Slavica - Écrits sur l'art », 1972, 395 p. (BNF 35255935).
- Camilla Gray (trad. de l'anglais), L'Avant-garde russe et l'art moderne 1863-1922, Paris, Thames and Hudson, 2003, 324 p. (ISBN 2-87811-218-0). .
- Jean-Claude Marcadé, Kazimir Malévitch, Paris, Casterman, 1990, 279 p. (ISBN 2-7079-0025-7), p. 44-47.
- * Valentine Marcadé et Jean-Claude Marcadé., « Des lumières du soleil aux lumières du théâtre : Georges Yakoulov », 1, Mouton & Coed., t. 13,‎ 1972, p. 5-23 (lire en ligne)

### En russe
- (ru) Alexandre Taïrov, « G. Iakoulov », 1-2, Moscou., Теа-Кино-Печать,‎ 1929, p. 73-77 (lire en ligne)
- (ru) Abraham Efros [Эфрос, Абрам Маркович], Le Théâtre de Chambre (Камерный театр и его художники) 1914-1934. [Предисловие], Moscou, ВТО,‎ 1934 (lire en ligne), IX—XLVIII
- (ru) Semion Aladjalian [Аладжалян, Семён Иванович] et Rouben Simonov ([Симонов, Рубен Николаевич]), G. Iakoulov (Георгий Якулов), Erevan, Армянское театральное общество,‎ 1971, 320 p. (lire en ligne)
- (ru) Khidekel R. (Хидекель Р. П.), « Les trois artistes du Théâtre de Chambre (Exter, Iakoulov, Vesnin ) (О трех художниках Камерного театра. [Экстер, Якулов, Веснин] », 5, Moscou, [Искусство (журнал)],‎ 1971, p. 37-43
- (ru) V. Lapchine (Лапшин В. П.) et I Chmidt (отв. ред. И. М. Шмидт), Questions sur les arts figuratifs et l'architecture soviétique (Вопросы советского изобразительного искусства и архитектуры ), Moscou., [Советский художник],‎ 1975, 335 p., Из творческого наследия Г. Б. Якулова, p. 275-303
- (ru) Anatoli Strigaliov (Стригалёв, Анатолий Анатольевич), Problèmes de l'histoire de l'architecture soviétique (Проблемы истории советской архитектуры.) Вып. 3, Moscou., ЦНИИП градостроительства,‎ 1977, Понимание и изображение пространства Г. Б. Якуловым
- (ru) E. Kostina (Костина Е. М.), G. Iakoulov (Георгий Якулов.) 1884—1928, Moscou., Советский художник,‎ 1979, 208 p.
- (ru) Denissovski N. (Денисовский Н. Ф.) et сост. И. С. Ненарокомова, Panorama de l'art (Панорама искусств.) Вып. 6, Moscou, Советский художник,‎ 1983, 384 p., Первое знакомство. [Воспоминания о Г. Якулове], p. 198-208
- (ru) Dmitri Sarabianov, Peinture soviétique (Советская живопись.) Вып. 9, Moscou, Сб. статей,‎ 1987, Георгий Якулов и традиции искусства Востока, p. 227-242
- (ru) Benedikt Livchits (Лившиц, Бенедикт Константинович) et Вступит. статья А. А. Урбана; составление: Е. К. Лившиц и [Полян, Павел Маркович], Poésie traduction souvenir (Полутораглазый стрелец: Стихотворения, переводы, воспоминания), Leningrad., [Советский писатель (издательство)],‎ 1989, 720 p. (lire en ligne), Зима тринадцатого года [гл. 6], p. 437-469
- (ru) Evgueni Kovtoune ([Ковтун, Евгений Фёдорович]), П. М. Нерлер, [А. Е. Парнис], B Libchits (Лившиц Б. К.) Полутораглазый стрелец: Стихотворения, переводы, воспоминания, Léningrad, Сов. писатель,‎ 1989, 720 p., Примечания к гл. «Зима тринадцатого года», p. 659-679
- (ru) E. Stroutinskaïa (Струтинская Е. И.), « Heureusement qu'il y a les russes (Paris 1925) «К счастью, есть русские». Раздел советского театра на Международной выставке декоративных искусств и художественной промышленности в Париже 1925 года », 3-4, Moscou., [ГИИ],‎ 2008, p. 152—192 (lire en ligne)
- (ru) V. Badalian (Бадалян В.), « Gueorgui Iakoulov (Георгий Якулов) artiste et théoricien de l'art (1884-1928) Художник, теоретик искусства », 1, Erevan, Эдит Принт,‎ 2010
- (ru) Elena Sidorova (Сидорина, Елена Викторовна), Le constructivisme sans limite étude sur l'avant-garde (Сидорина Е. В. Конструктивизм без берегов. Исследования и этюды о русском авангарде), Moscou, [Прогресс (издательство)],‎ 2012, 656 p. (ISBN 978-5-89826-365-2), Этот сложный конструктивизм: Георгий Якулов, p. 539-557,647-650
- (ru) Gueorgui Kovalenko (Коваленко, Георгий Фёдорович), « Toutes les roues tourneront Iakoulov G. artiste du ballet Le Pas d'acier («Все колеса будут вертеться...» : Георгий Якулов — художник-конструктор балета «Стальной скок») », 1-2, Moscou, ГИИ,‎ 2012, p. 274-303 (ISSN 0507-3952, lire en ligne)
- (ru) V Ivanov (Иванов В. В.), Parade de l'azrt et frontières du théâtre (Парад искусств и границы театра.) Г. Б. Якулов. Лекция (1926) // Мнемозина: Документы и факты из истории отечественного театра ХХ века. Вып. 5., Moscou., Индрик,‎ 2014, 880 p., Вступительная статья и комментарии, p. 241-245,261-271
- (ru) Irina Vakar [Вакар, Ирина Анатольевна], « Maitre des soleils multicolores (Мастер разноцветных солнц) », 117, Moscou., [Наше наследие],‎ 2016, p. 138-157 (lire en ligne)

### En anglais
- (en) Press, Stephen., « By way of Le Pas d'acier Prokofiev and Iakulov's Ursiniol comes to the stage », 10, The Serge Prokofiev Association,‎ novembre 2005 (lire en ligne)